# Зиф, Бэла
Бэ́ла Зиф (настоящее имя — Бе́рта Ла́заревна Зиф; род. 24 сентября 1947, Плявиняс Латвийской ССР) — советский и российский прозаик, поэт, сценарист, фотохудожник. Создатель и руководитель пермского театра «Жар-птица» (с 1990 года).
Почётный член Всероссийского музыкального общества (1994), «Человек года — 1996» (Пермь, номинация «Экология»), член учёного совета Пермского краеведческого музея (с 2003), член Союза российских писателей (с 2004).

## Биография
Родилась 24 сентября 1947 года (по паспорту 16 апреля 1948). В 1955 году переехала в Молотов. Училась в школах № 82, 95, 21; жила в Доме учёных. В 1964 году закончила одновременно школу рабочей молодёжи № 1 (ныне школу им. Бобкова) и музыкальную школу № 2. В этом же году поступила в Пермское музыкальное училище по классу фортепиано.
В 1960-е годы публиковалась в коллективных сборниках Пермского книжного издательства, была участницей литературного семинара, созданного при нём, и поэтического клуба «Лукоморье».
Поэтические сборники «Современники» (1967) и «Княженика» (1968), одним из авторов которых была Б. Зиф, были подвергнуты жёсткой критике, переросшей в гонения. В 1970 году на III Съезде писателей РСФСР известный советский поэт Василий Фёдоров привёл строки её стихотворения («могу на слово сесть и покачаться») как пример «противоестественного», «бесцеремонного» отношения к слову; за этим последовал негласный запрет на публикацию её произведений.
С 1969 по 1975 год училась на филологическом факультете Пермского университета (вечернее отделение).
Работала корреспондентом газеты «Молодая гвардия» (февраль 1976 — август 1977), писала концертно-театральные рецензии в газете «Вечерняя Пермь» (1977—1979).
В 1977—1979 годах работала преподавателем музыки и музыкальной литературы в музыкальной студии ДК им. Гагарина.
С 1979 по 1990 год работала в ПГСХИ (в студенческом клубе, в библиотеке, ассистентом кафедры философии: преподавала эстетику и историю мировой и отечественной культуры).
В 1990 году создала авторский просветительский театр истории культуры и экологии «Жар-птица» при Музыкальном обществе Пермской области (творческий союз).
В 1994 году за активную просветительскую и концертную деятельность удостоена звания почётного члена Всероссийского музыкального общества.
В 1997 году стала лауреатом премии «Экология. Человек года» (номинация культура и искусство) за существенный вклад в дело охраны окружающей среды.
С 2003 года — член учёного совета Пермского краеведческого музея (секция экологии).
С 2004 года — член Союза российских писателей.
В 2018 году в Литературном музее им. В. П. Астафьева  появилась биографическая справка о Б. Зиф.

## Семья
Отец: Лазарь Абрамович Ландсберг — участник Великой Отечественной войны, лесной техник.
Мать: Евгения Александровна Зиф — врач, по материнской линии происходит из рода купцов Бруштейн, переехавших в Пермь из города Чаусов Могилевской губернии.

## Творчество

### Писательская деятельность и её критическое восприятие
Её творчество оценивалось по-разному в разные его периоды. Стихи десятиклассницы Берты Зиф о весенней природе, включённые в сборник «Сами о себе» (Пермь, 1965) отмечались критиком Р. Файн.

Сборник «Современники»

Уже с юности она печаталась в популярных сборниках и альманахах Пермского книжного издательства: кроме «Сами о себе» — это сборники «Молодой человек» (1967), «Современники» (1967), «Княженика» (1968), соответственно 15, 10, 5 и 5 тыс. экз.); центральная пермская газета «Звезда» упоминала её (вместе с А. Решетовым) в ряду известных молодых поэтов области.
В конце 1960-х годов в её судьбе (также как в судьбе многих других молодых авторов) произошёл крутой перелом: хрущёвская оттепель сошла на нет, власть начала решительное наступление на её результаты. На IV Съезде писателей СССР резкой критике за «односторонность», «субъективность» были подвергнуты молодые поэты; на III Съезде писателей РСФСР (1970) эта тенденция усилилась. В докладе «Пути развития поэзии Советской России» Василий Фёдоров, критикуя «туманную» образность молодых писателей, в качестве одного из примеров процитировал строку стихотворения Б. Зиф «Могу на слово сесть и покачаться». С этого момента творчество многих, порой только входящих в литературу поэтов (в том числе провинциальных) стало подвергаться жёсткой целенаправленной критике «старших», что не могло сказаться и на её судьбе.
Так, писатель Виктор Астафьев, разбирая на страницах ведущей областной газеты «Звезда» поэтический сборник «Современники» Пермского книжного издательства, в числе прочих его авторов критиковал и Б. Зиф:

К сожалению, в нашем издательстве не очень утруждают себя работою над текстами, вот и получаются стихи не только путаные, подражательные, но и безграмотные. Разве это не вычурная безграмотность?… «Все слова растрачены по озёрам вброд» (Белла Зиф), которая, видите ли, решила: «Все, что было — спишется. Сухо и светло». И даже заявляет: «Могу на слово сесть и покачаться».
— В. Астафьев. Под одной крышей.
Критик Б. Марьев, придумавший для молодых поэтов прозвище «селявисты», выступая со страниц журнала «Урал», среди прочих, критиковал и её, отказывая поэтессе в способности постигнуть глубинную суть явлений:

Поэтесса зачарована звучанием своей «магической строки», её импрессионистской вязью. Можно полюбоваться этим «кружевным» языком, как игрой тающих снежинок, можно проникнуться этими эфемерными ассоциациями, но постигнуть таким чисто созерцательным путём душу подлинного Урала, душу современной России — вряд ли можно.
— Марьев Б. Молодые — кто они?
После разноса сборника «Современник» та же участь постигла сборник «Княженика» (1968) Пермского книжного издательства. Критик Г. Горн (А. Черкасов) со страниц центральной областной партийной газеты, говоря об эффектном и ярком для того времени дизайне книги, спрашивал: «Что это всё-таки — поэтический сборник или журнал мод?», утверждая далее, что авторы этой претензией на необычность «обманули» доверие читателя:

Большинство стихов сборника, лишенных связующей мысли, рассыпаются, как не связанные раствором кирпичи в стене. Если же и появляется мысль, она вдруг оборачивается весьма сомнительной идеей.
…неопытность, литературная безвкусица, бедность мысли оборачиваются в стихах сборника пустотой, безыдейностью.

Немало упрёков было адресовано и к Б. Зиф, одному из самых молодых авторов сборника, чьи стихи он определяет в конце как «зарифмованный тарарам». Не отказывая временами ей и другим авторам сборника в «яркой мысли», «думающей строке» и даже «поэзии», критик сетовал:

…всё это теряется, бесследно растворившись в потоке пустых слов, банальных мыслей или «завихренных» выражений, вроде тех, какими заваливает читателя Бэла Зиф, живописующая свой «Сентябрь» чуть не на десяти страницах сборника.
— Г. Горн. Претензия в суперобложке.
Критик резко ставил на вид редакционному совету и партийной организации издательства, что они не уделили должного внимания прошлому отзыву А. Астафьева о «Современниках», не покаялись об «опрометчиво выпущенном сборнике» и вскоре выпустили «новую, ничуть не лучшую книжку». Его рекомендация Б. Зиф, «музыканту, любящему читать и писать стихи»: «ну и писала бы для себя!» — со страниц центральной газеты региона прозвучала как приговор — ей и другим молодым поэтам. Редактор издательства Н. Гашева (Пермякова), выпустившая «Современников» и «Княженику», констатировала: «шарахнула шестидюймовка послушной, готовой на услуги партийной прессы по ягодке „Княженике“. И разметала всех. И закрыты были молодым авторам все публикации. Выживали по-разному. Выжили не все». «Бэлу Зиф больше не печатали. И (других авторов „Княженики“) Нину Субботину… Наталью Чебыкину, Нину Чернец».
После этого в писательской деятельности Б. Зиф последовал перерыв длиной в двадцать лет.
В постсоветское время она вновь начала публиковаться: в сборниках «С тобой и о тебе. Стихи и песни о Перми» (1998), «Третья Пермь» (1999), «Родное Прикамье» (хрестоматия по литературному краеведению, 2001); в журналах: «Уральская новь», «Мы — земляки», «Провинциальный альманах» (Латвия), «Филолог», «Шпиль», «Пермский пресс-центр».
В 1995 году в Санкт-Петербурге вышла первая книга стихов, поэм и песен «Я выпускаю птиц». После публикаций в альманахах и сборниках в юности это — первая и долгожданная книга автора, вышедшая после событий конца 1960-х, когда Б. Зиф была вынуждена «замолчать надолго». Книга состоит из двух частей: «Белые тополя» — юношеские стихи и песни, песни к спектаклям, и «Страна Рифея», в которую вошли более зрелые произведения дальнейшего периода творчества: лирические стихотворения и поэмы. По отзыву критика В. Васильевой, отдельные фрагменты книги соединены общим отблеском, который делает отдельные фрагменты «неделимым поэтическим целым»; поэтическая индивидуальность автора выражена «пластически и культурно талантливо».
В 2004 году в Перми была издана книга автобиографической прозы «Провинция». Она была анонсирована в газетах и на центральном пермском телевидении, в городской библиотеке им. А. С. Пушкина. Главы из повести были опубликованы в нескольких журналах, в том числе и в Прибалтике; записаны для фондов Пермского областного радио ГТРК «Т7». Книга была тепло встречена прессой. Повествование отличалось «богатством и точностью изобразительных деталей, глубиной бытовых и психологических характеристик, яркость воссоздаваемых образов». В произведении слились разнообразные дарования автора: связанная с прозой «эпичность, камерность и лиризм поэзии, музыкальность стиля и ритма, пластичность живописи, композиционная драматургичность». Книга стала «воплощением художественного синтеза, завершившего и подытожившего многолетний путь автора к своему жанру и своему стилю».
В 2013 году в пермском издательстве «Печатник» выходит книга «Танец маленьких лебедей». Здесь Б. Зиф заявляет себя в качестве прозаика, пишущего для детей. В книге воспроизведена психология одарённой девочки-подростка, мечтающей стать балериной и перипетии, возникающий на пути к осуществлению этой мечты.
В 2013 году увидела свет книга «Секреты Жар-птицы», написана в новом для автора жанре эссе. Это художественное повествование, попытка показать путь поэта, художника, в поисках своего творческого «Я». Книга была издана отдельно и переиздана: она вошла в сборник эссе о творчестве выпускников (поэтов и писателей) ПГНИУ «Prosa Oratio», изданном в 2015 году.
В 2015 году была опубликована книга «Страна Рифея». Писатель и критик В. Богомолов назвал книгу «симфонией Рифея», в которой разнообразные поэтические впечатления сведены «в единую картину существования». Для поэзии и прозы, представленных в книге, сквозной является тема путешествия в историко-культурные глубины, что переносит нас «из физического пространства в метафорическое, где географический Урал вовсе не тождествен Уралу поэтическому». Рассказы и стихи здесь становятся «опорными камнями» биографического маршрута, по которому автор ведёт читателя. Книга оформлена авторскими художественными фотографиями (которые представлены на персональных выставках Б. Зиф и также используются для оформления её литературного творчества).
В сравнении со СМИ 1960-х в 1990-х и 2000-х городская, областная, а затем — краевая пресса более благожелательно освещает литературное творчество Б. Зиф; она становится частым гостем на центральном областном и краевом телевидении. Краевое телевидение порой сознательно раскручивает концепт «запрещённой писательницы Бэлы Зиф».
На рубеже веков и в 2000-е годы творчество Б. Зиф становится объектом научных исследований и обзоров
, публикаций в специализированных литературных изданиях; на её творческие продукты пишут отзывы ведущие журналисты и критики края, крупнейшие газеты края публикуют больше статьи о её творчестве, её имя попадает в разнообразные литературные («Литературная карта Перми», «Пермский контекст», «Пермь Литературная») и культурно-краеведческие («Земля моя русская — Пермь», «Знаменательные и памятные даты», «Краеведы и краеведческие организации Перми и Пермского края») справочники, онлайновые энциклопедии (энциклопедия «Пермский край», «Ежевика», «Кинопедия», «Exponet»).

#### Литературно-музыкальные записи
Естественным продолжением литературной работы стало озвучивание на областном и краевом радио собственных произведений: прозы (циклы «Разгуляй», «Разгуляйские тайны» — по повести «Провинция», 2003), стихов (цикл «Волшебный фонарь. Стихи», 2009), запись (в содружестве с Евгенией Ермаковой) песен на её стихи для столичных и краевых театральных постановок (цикл «Волшебный фонарь. Песни», 2009). Эти аудиопродукты также были опубликованы на CD-дисках:

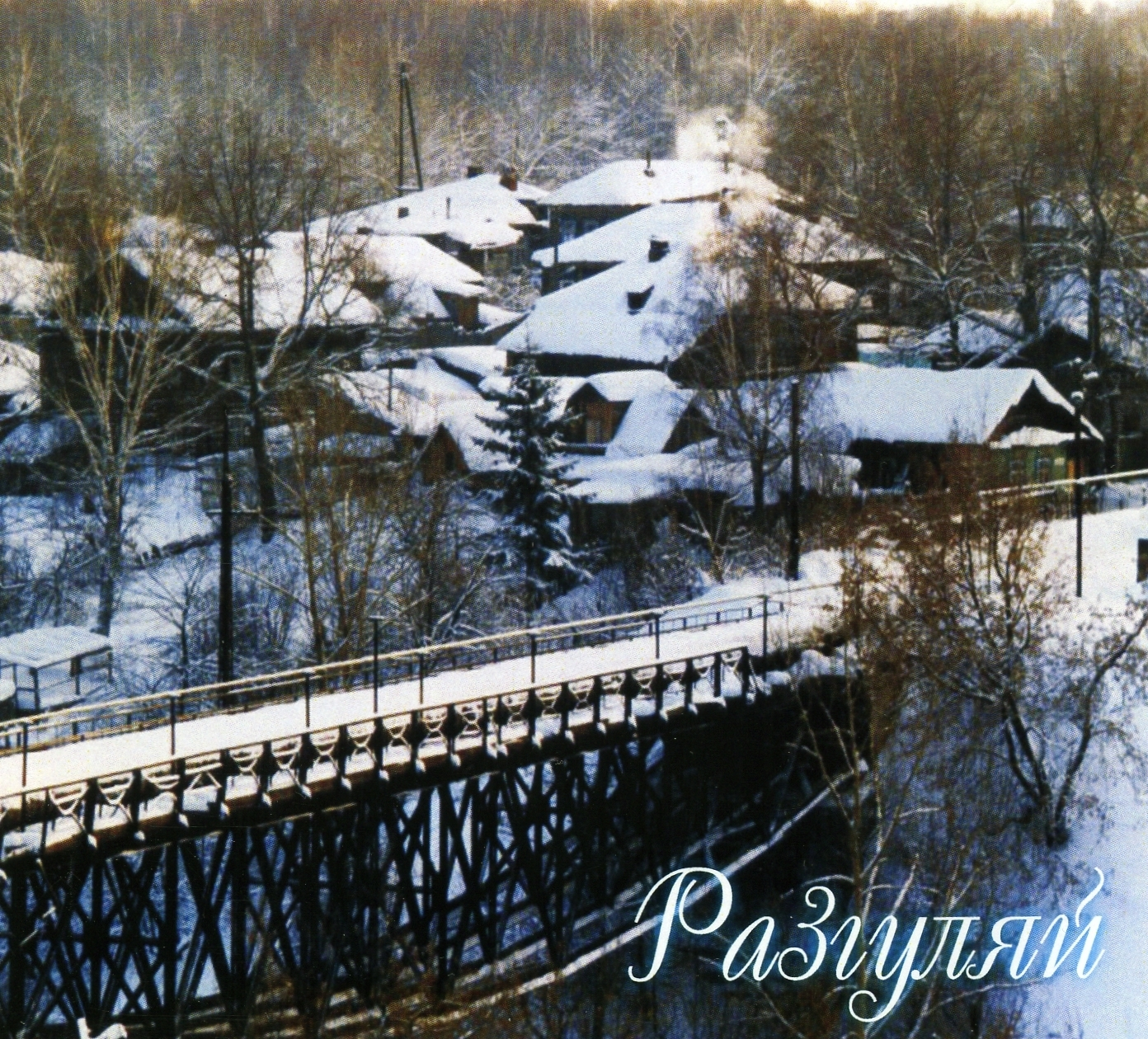
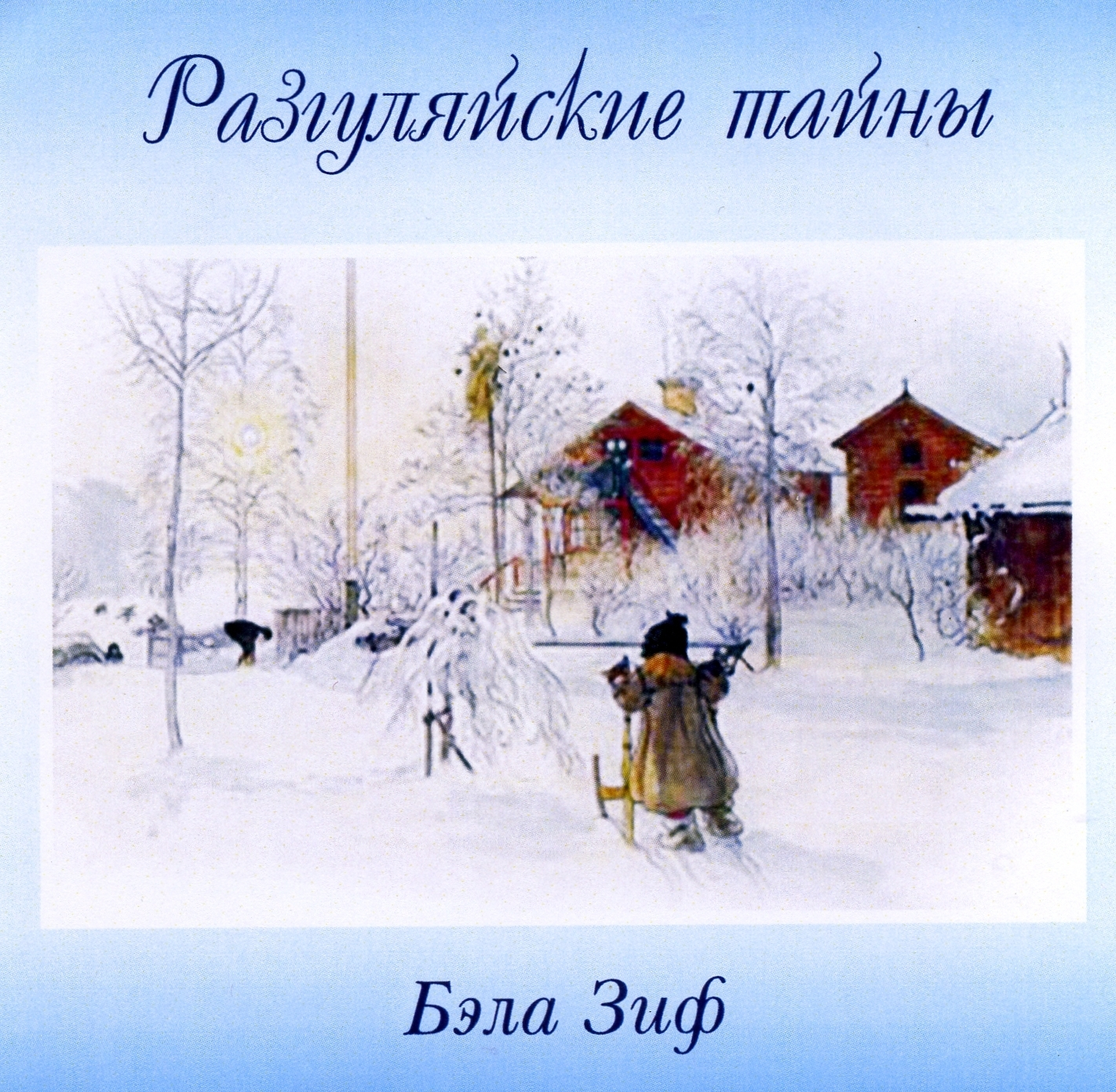
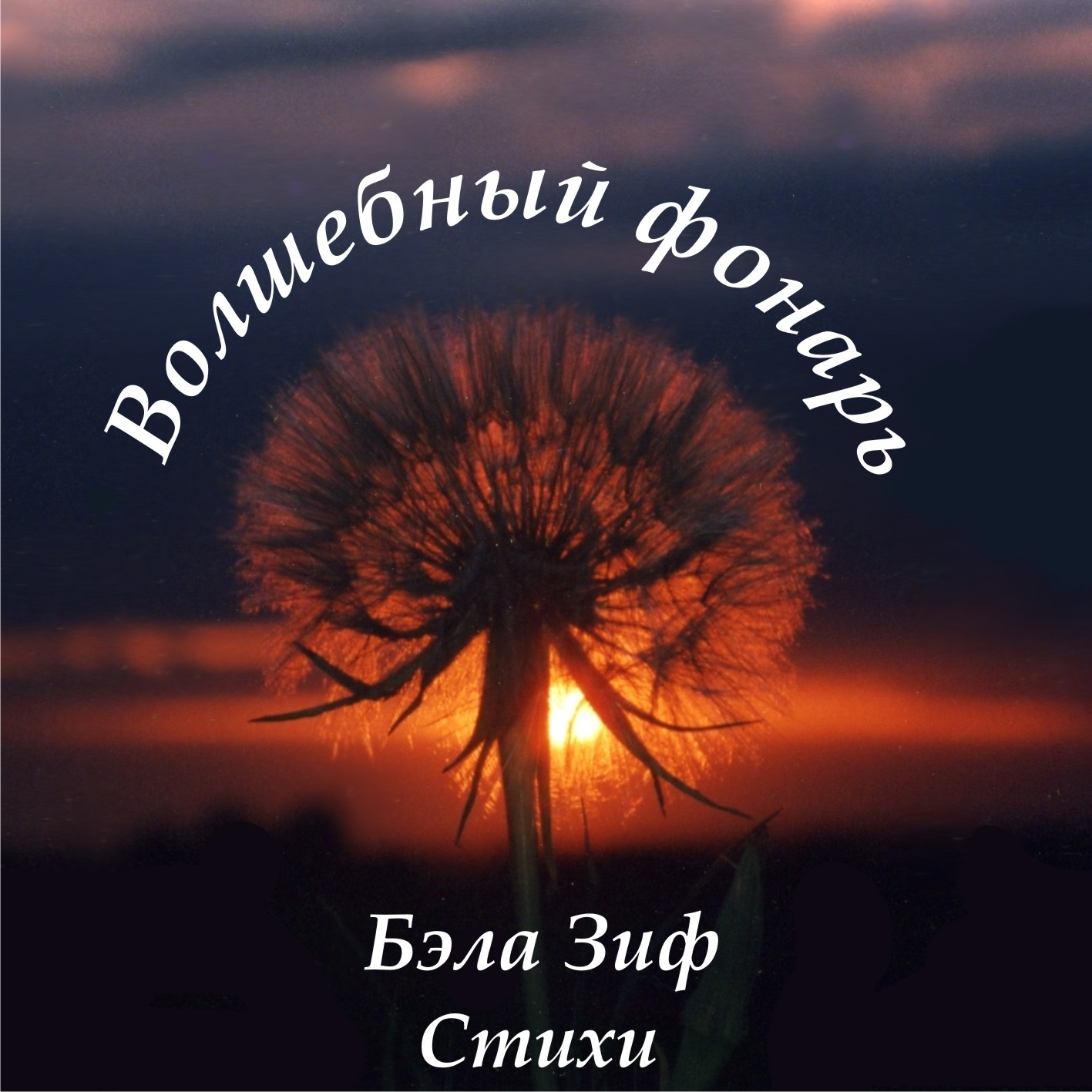
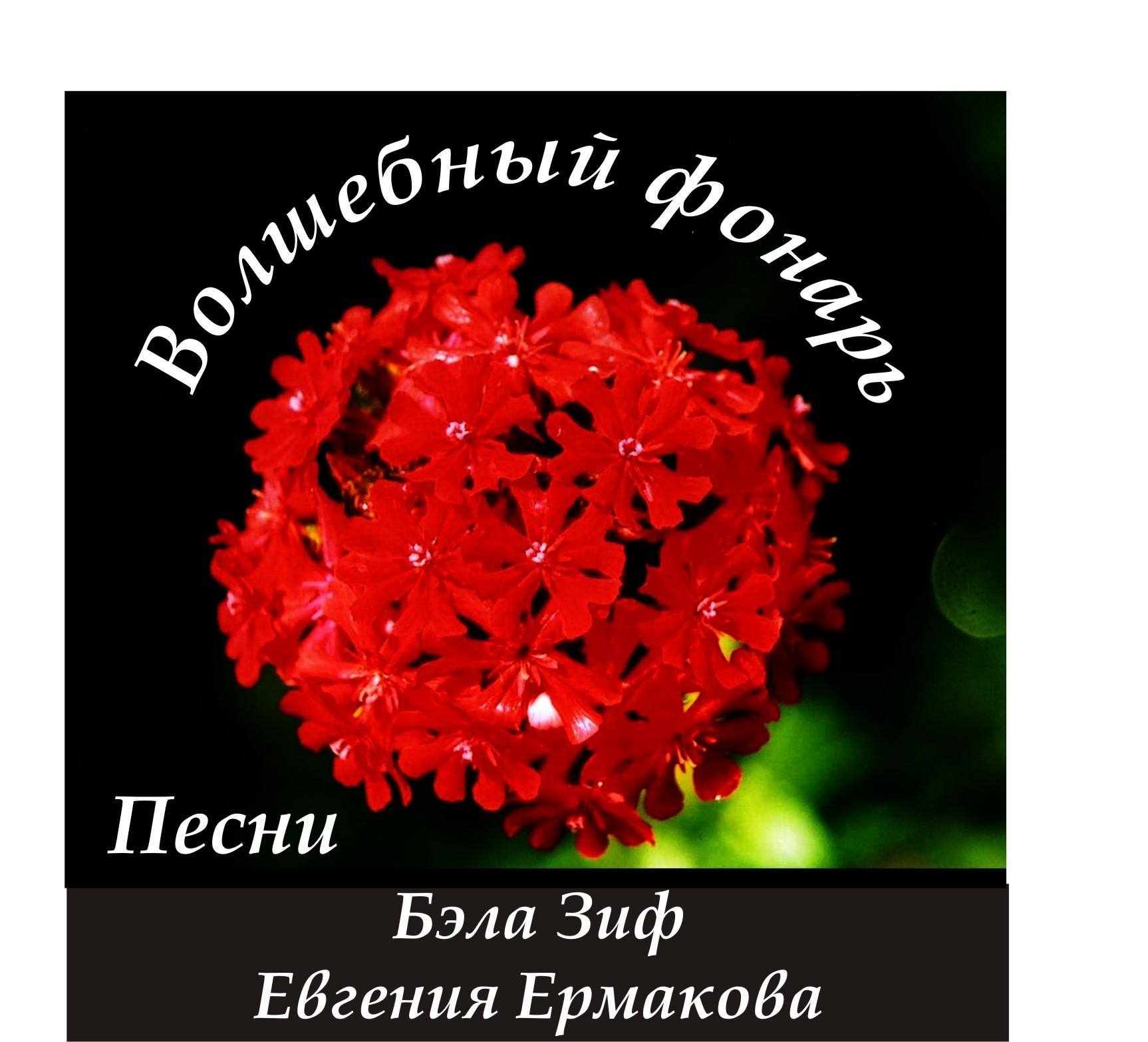
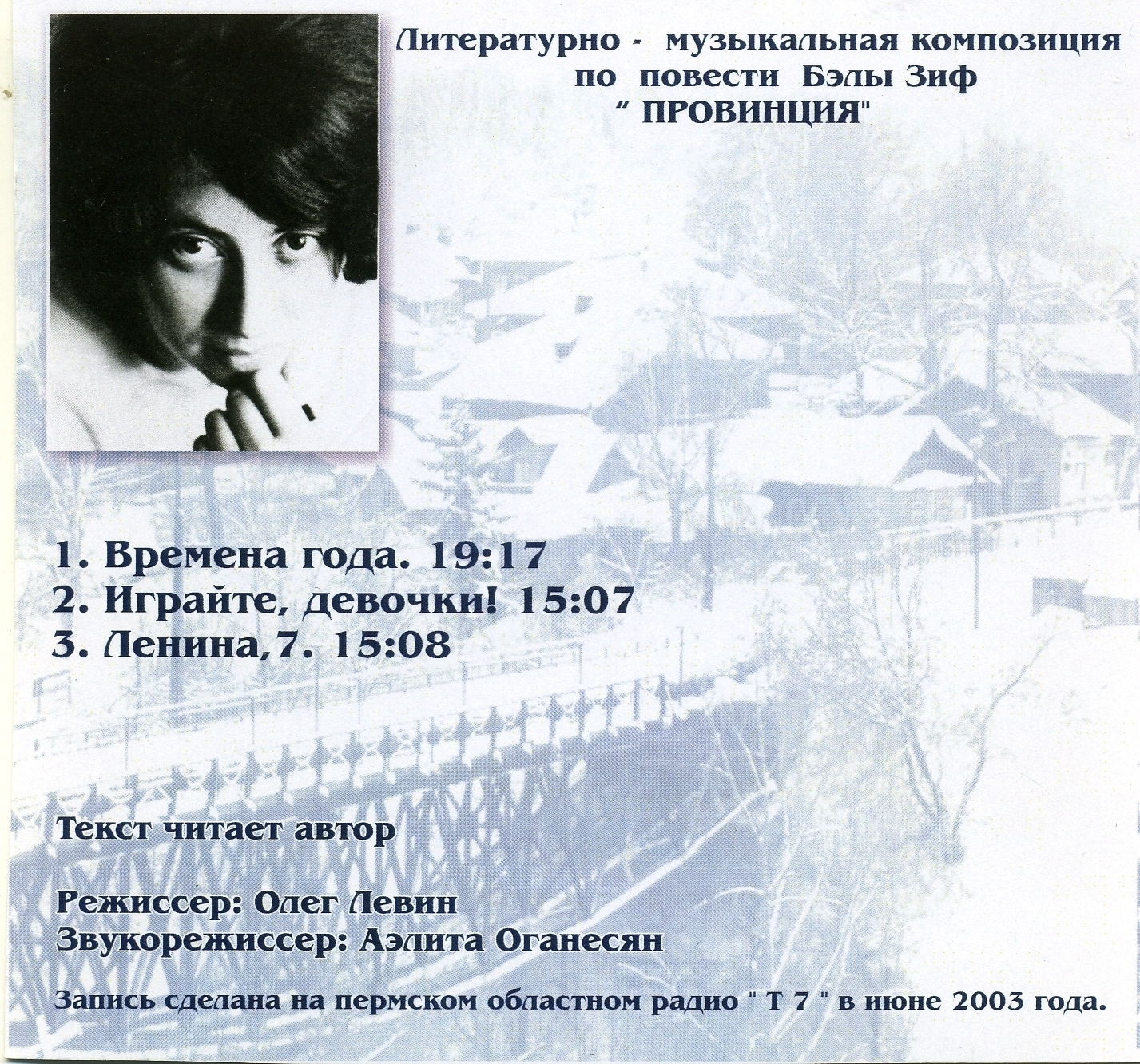
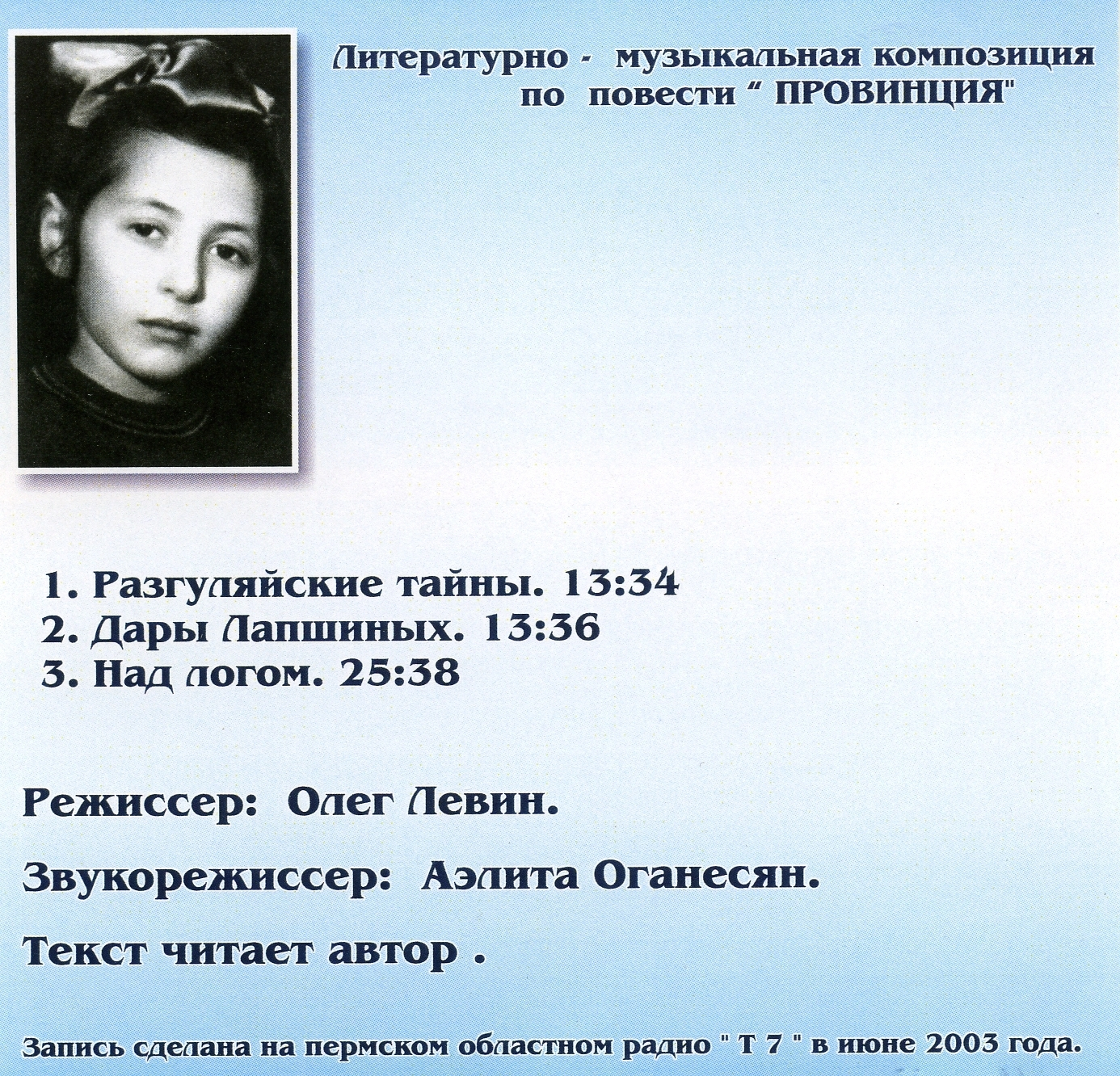
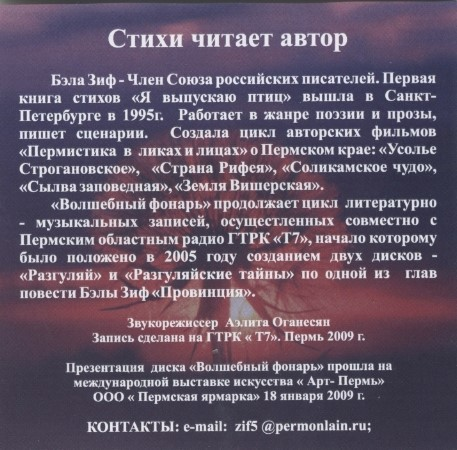
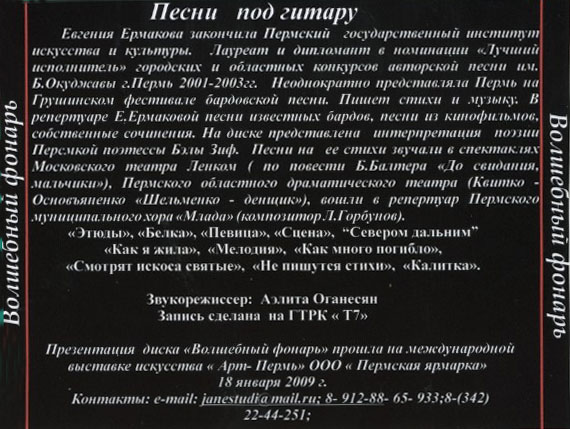

### Театр «Жар-птица»
В репертуар театра истории культуры «Жар-птица» с 1990 по 2003 годы вошли 21 синтез-программы из циклов «Миф и искусство», «Древнерусская культура», «Посвящение генералам 1812 года», «Серебряный век поэтов». Театр сотрудничал с департаментами культуры и искусства, департаментом образования Пермской области, с Комитетом по культуре и искусству Перми.
С 1993 года театр начал сотрудничать с Управлением по охране окружающей среды и природопользованию Пермской области, став театром истории культуры и экологии. В его деятельности усилился развивать региональный аспект.
Результатом этого сотрудничества стало создание синтез-программ, в основе которых — сюжеты о жизни и деятельности выдающихся учёных, писателей, художников, судьбы памятников природы Прикамья и Урала.
Во многом благодаря активной экологической и культурно-просветительской деятельности театра «Жар-птица» на ежегодном областном конкурсе в 1997 году (по итогам 1996 года) Б. Зиф была удостоена звания «Экология. Человек года».
Театр непосредственно сотрудничал с 21 районами Прикамья, с пятьюдесятью школами Перми. Синтез-программы были показаны в учебных заведениях, в учреждениях культуры — для школьников, учащейся молодёжи и населения. Они шли также в Малом зале Пермского областного драматического театра (1994), в Центральном выставочном зале Союза художников (1995); театр принял участие в 1-м Московском Всемирном экологическом фестивале «За здоровье детей в здоровом мире» (1995); был участником культурных программ на международной соконференции по проблемам экологии (Пермь — Москва. 1995); (Санкт-Петербург — Петрозаводск. 1996); международного экологического лагеря (Пермь, 1996); представил культурную программу на выставке «Симфония уральского камня» в ПГХГ (1998); был участником программы «Дети Прикамья» и др. Все годы «Жар-птица» сотрудничала с областным радио телерадиокомпании «Т7».
В 2015 году театр «Жар-птица» восстановил свою деятельность при Музыкальном обществе Пермского края (творческий союз).
Деятельность театра выходила далеко за пределы Перми, разворачиваясь в масштабах всего края; на протяжении более двух десятилетий она широко освещалась и продолжает освещаться краевыми СМИ разного уровня и тематики.

### Кинотворчество: «Пермистика в ликах и лицах»
На основе одноимённых синтез-программ был создан цикл научно-популярных фильмов «Пермистика в ликах и лицах». Это цикл научно-популярных фильмов о малоизвестных пластах истории культуры Прикамья. В 2000 году на видеокассете вышел первый фильм этого цикла, широко презентованный и оцененный как «серьёзная авторская работа»: фильм «Усолье Строгановское» (в 2001 году он вышел на диске), за ним последовали: «Поэма о Камне» (2004), «Сказ о Древе» (2004), «Сылва заповедная» (2006), «Земля Вишерская» (2008). Во всех фильмах Б. Зиф — сценарист, режиссёр, музыкальный редактор и диктор. Фильмы Б. Зиф есть во многих библиотеках Перми и Пермского края, во многих школах и учебных заведениях, доступны на её канале на YouTube.

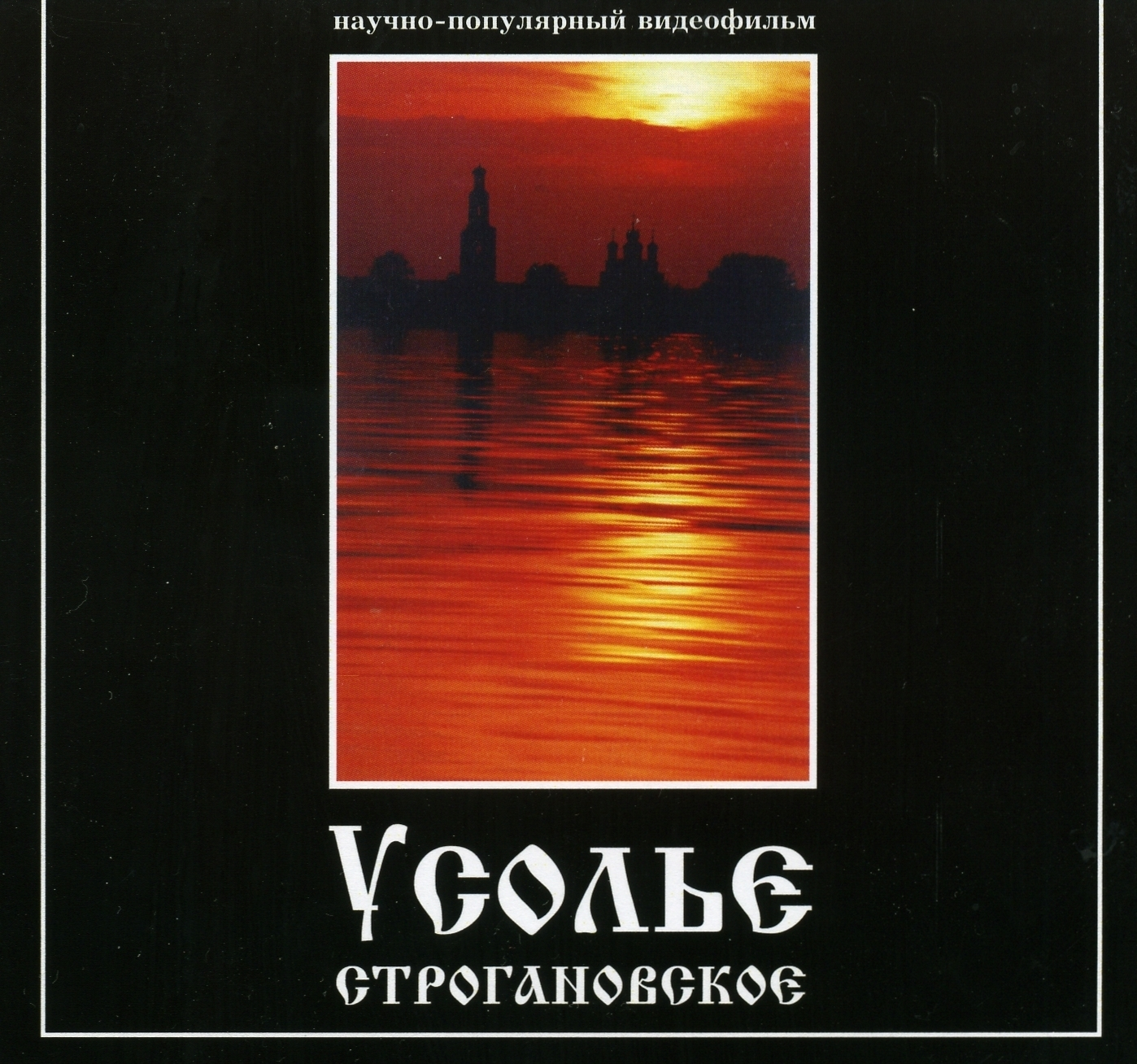
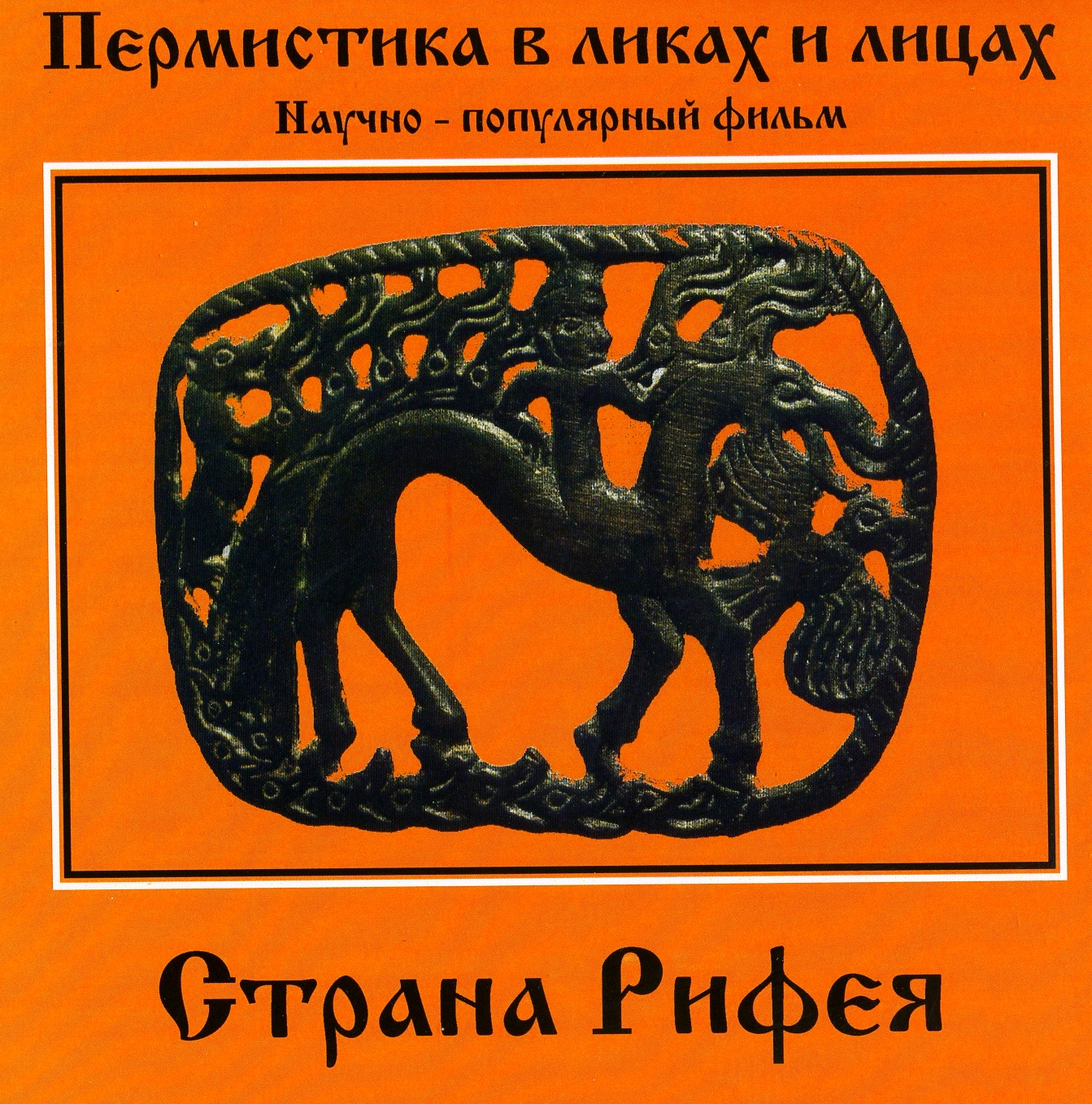
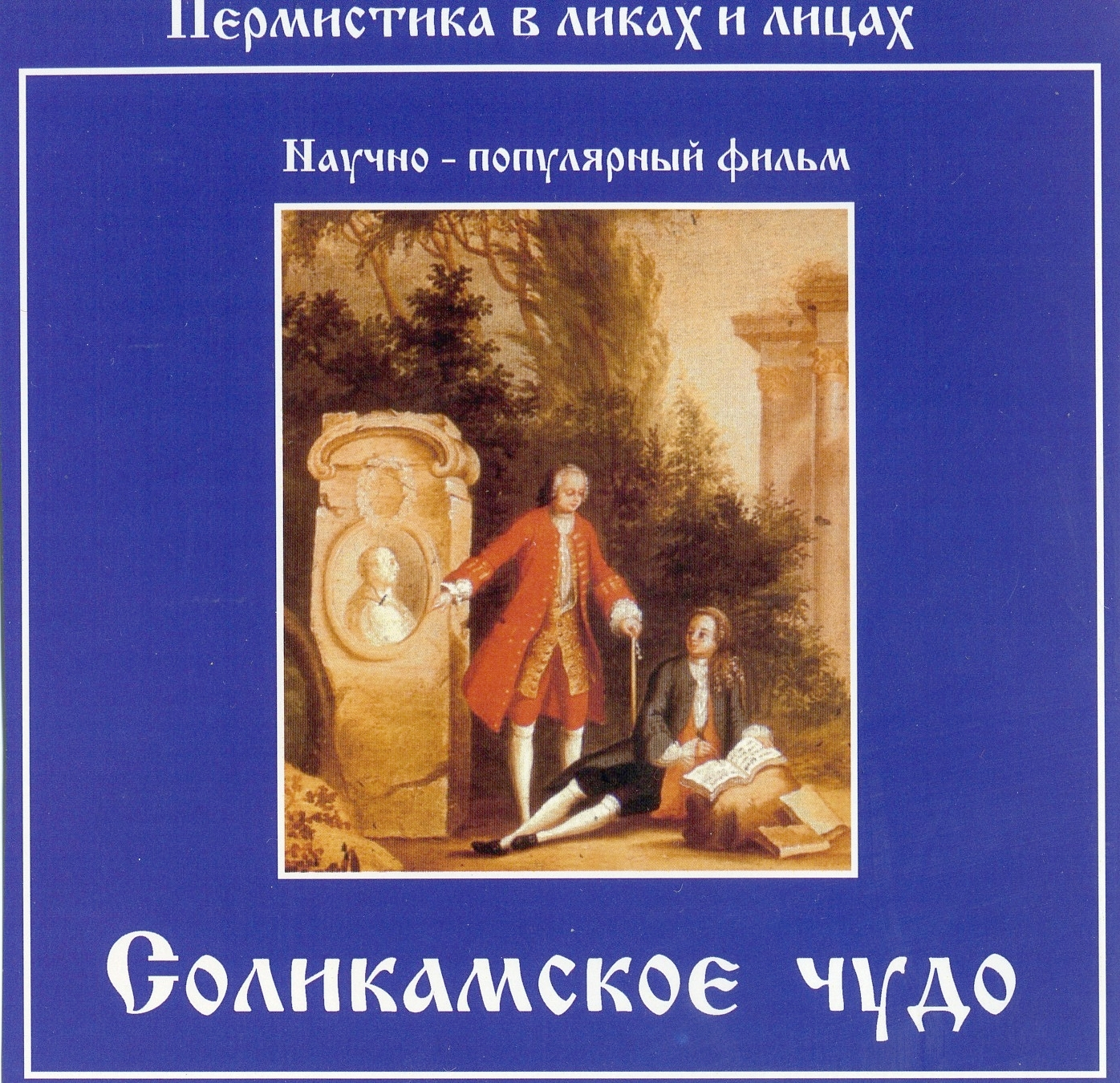
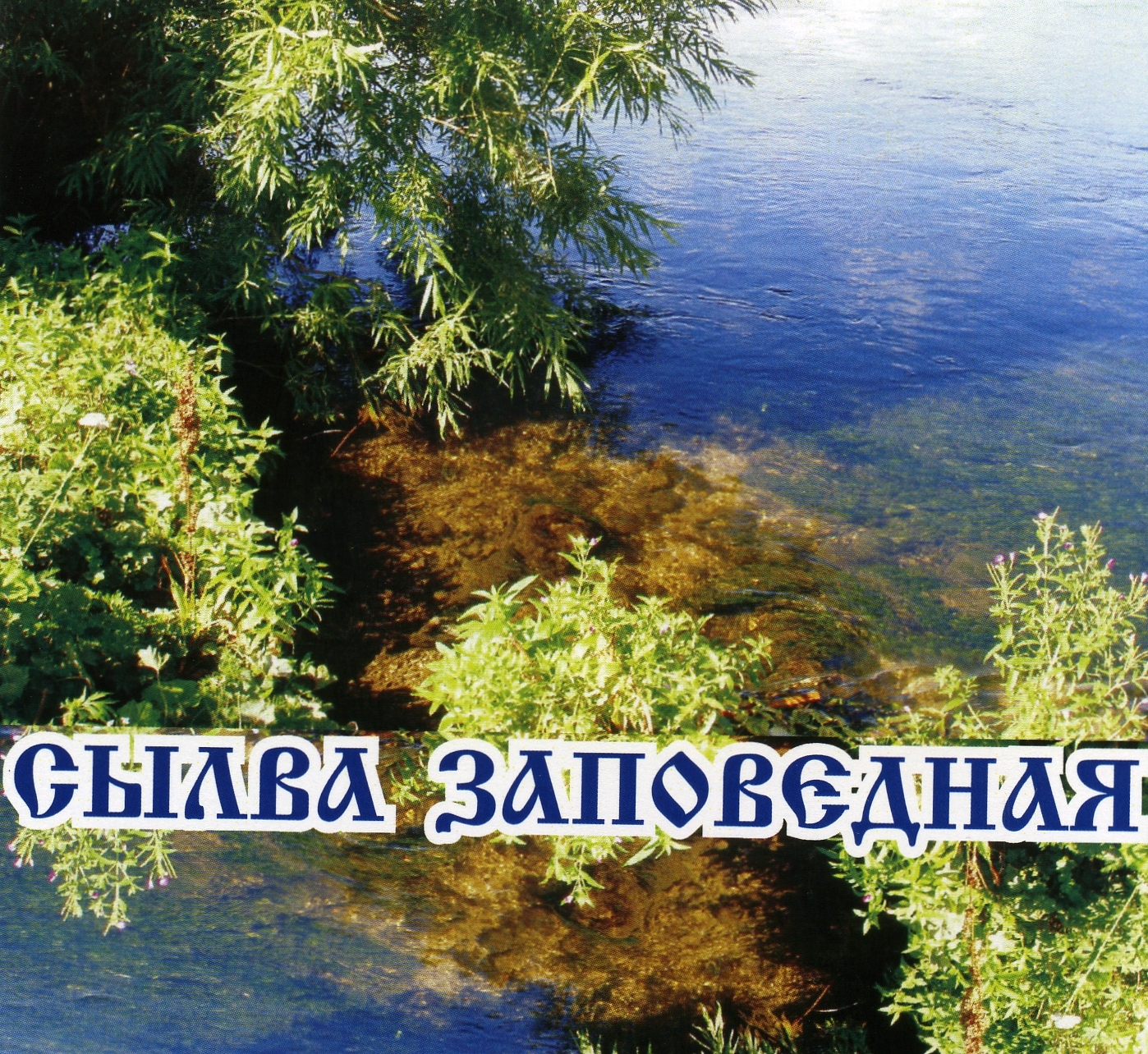
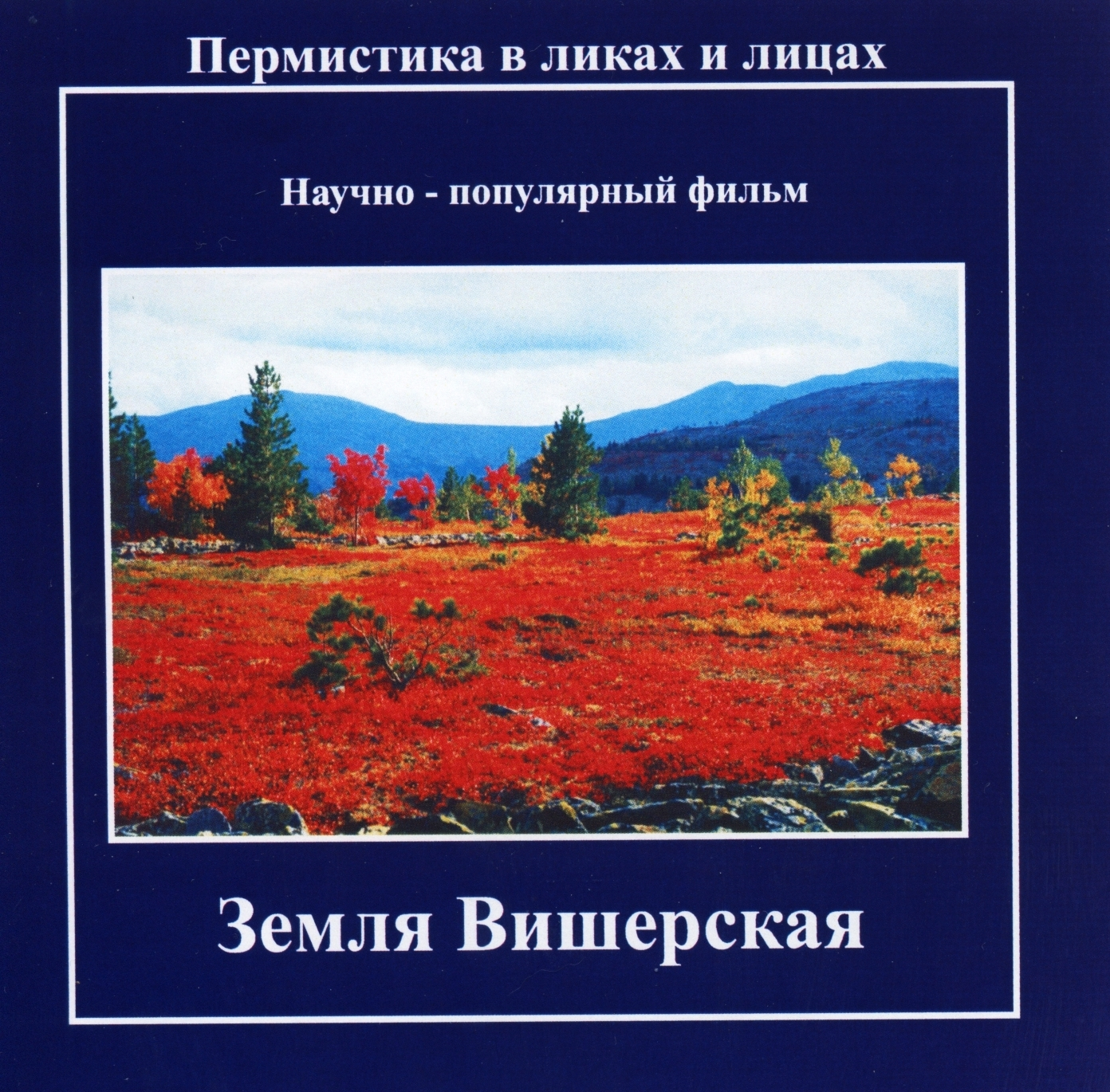
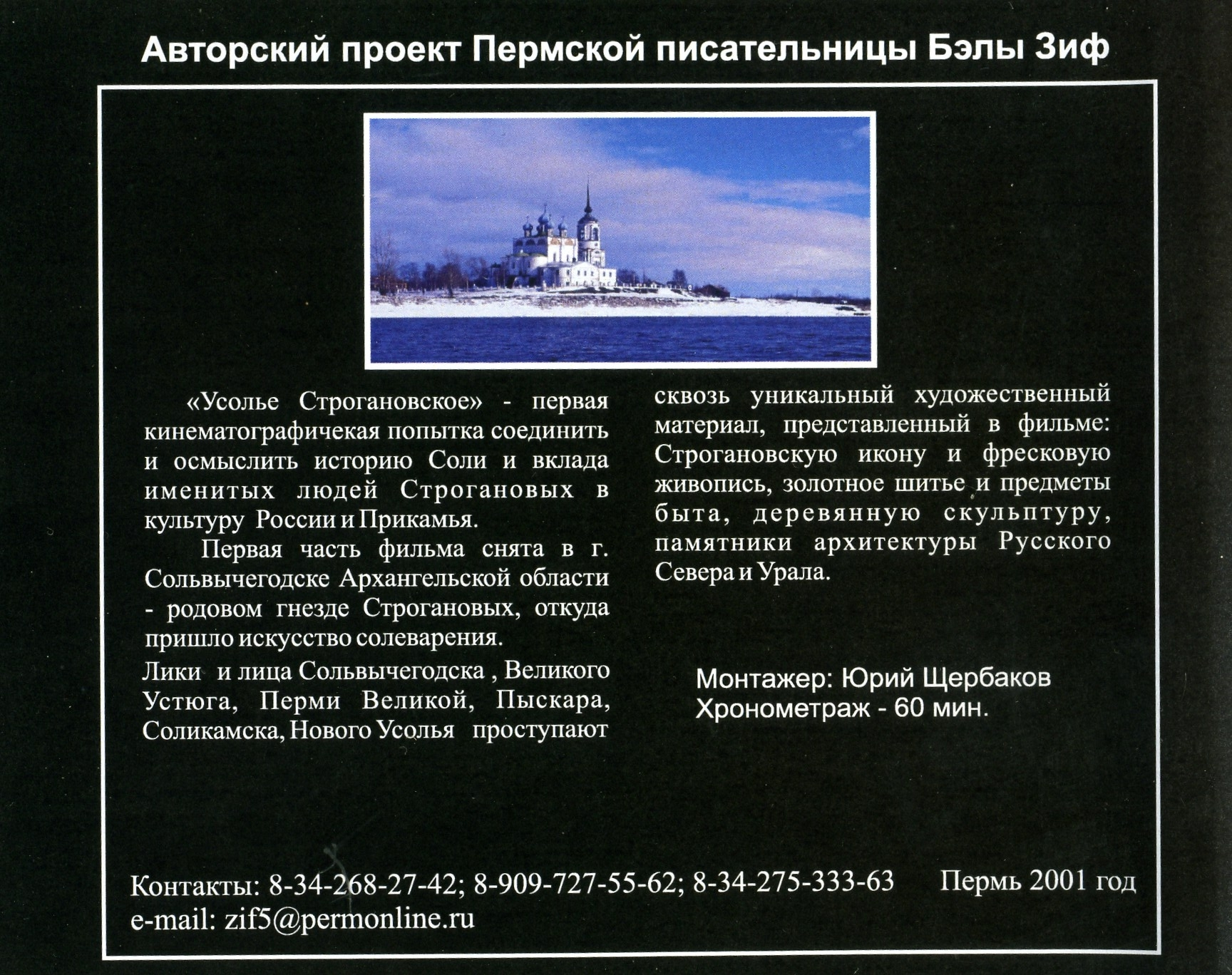
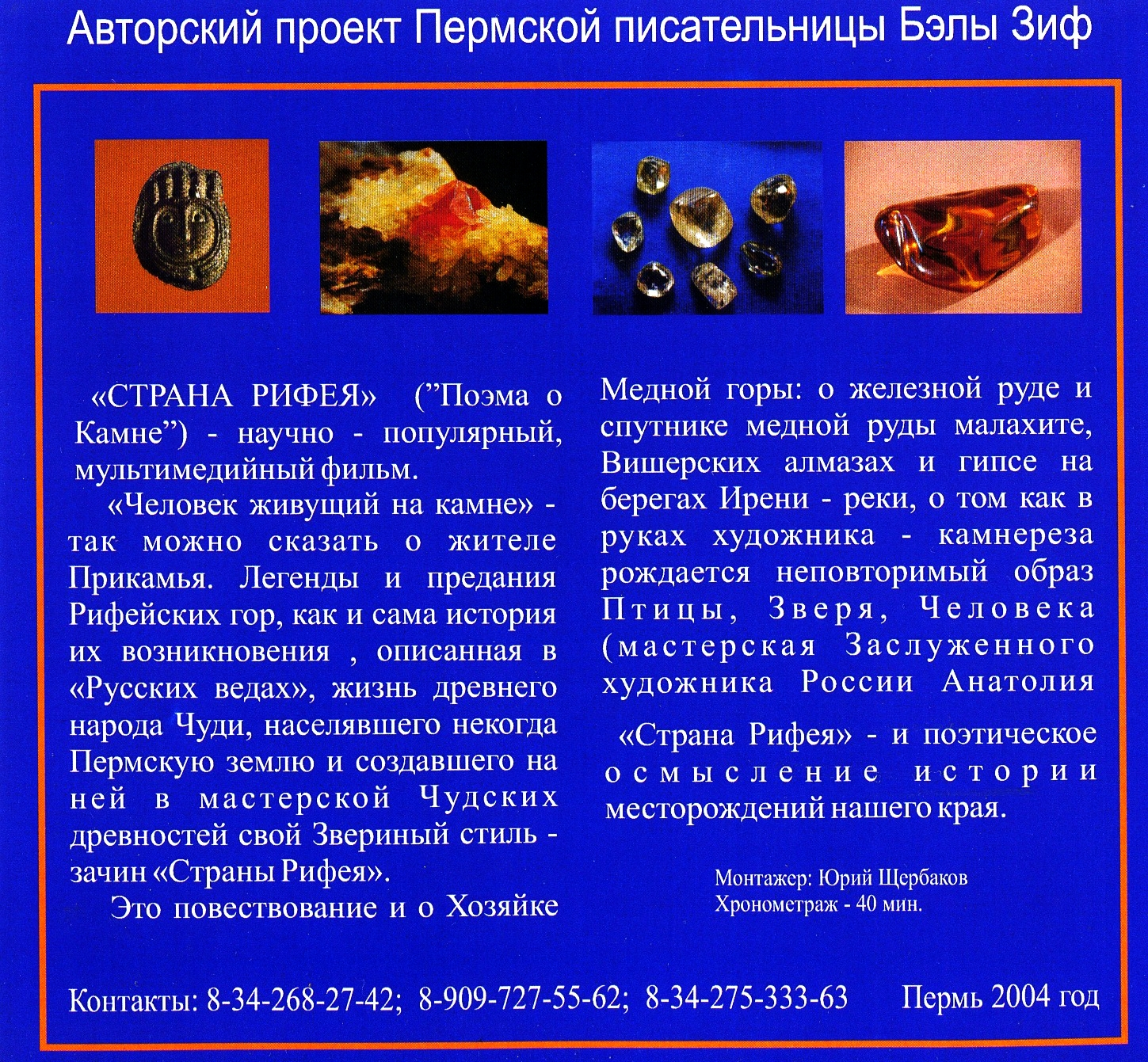
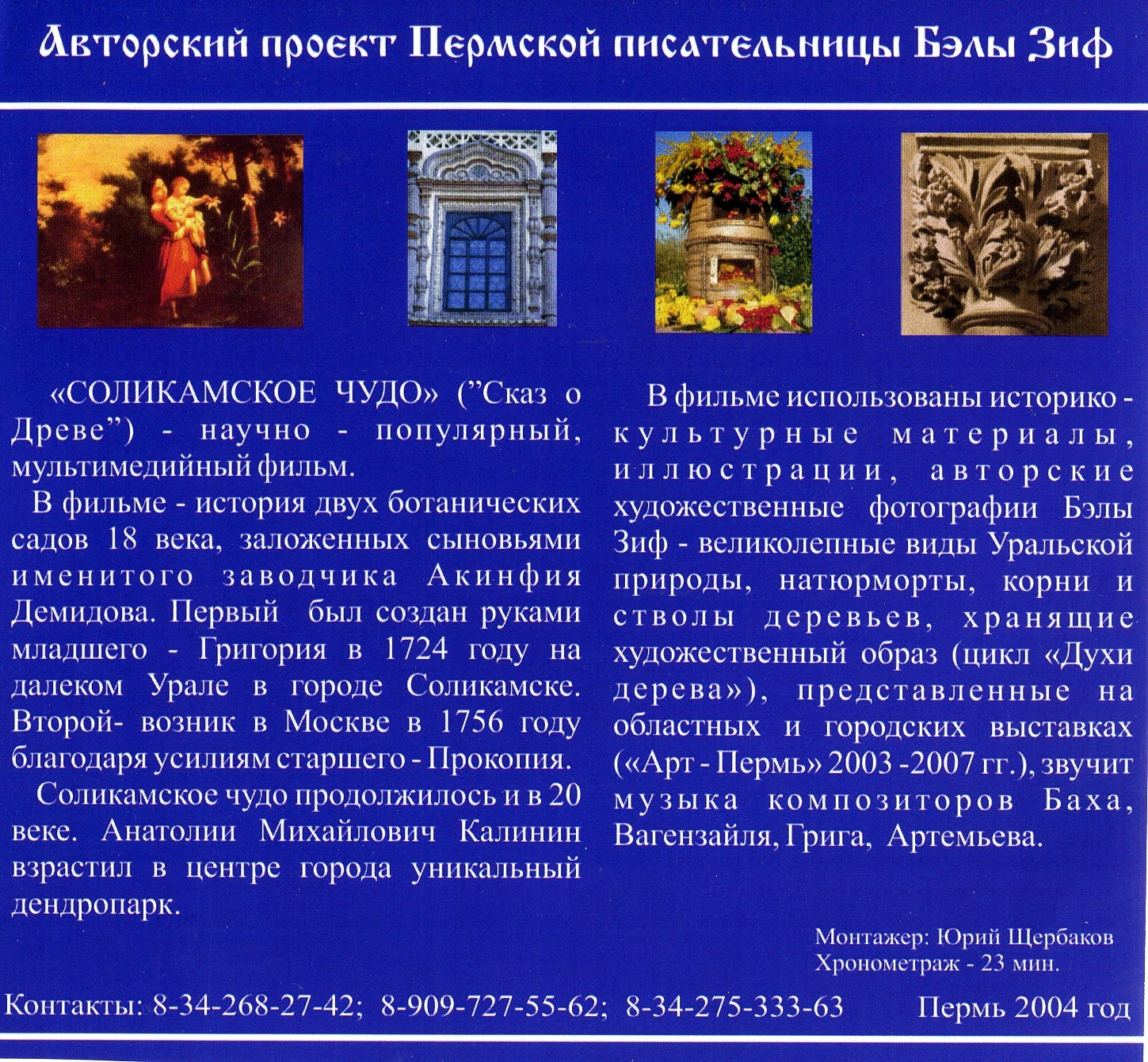
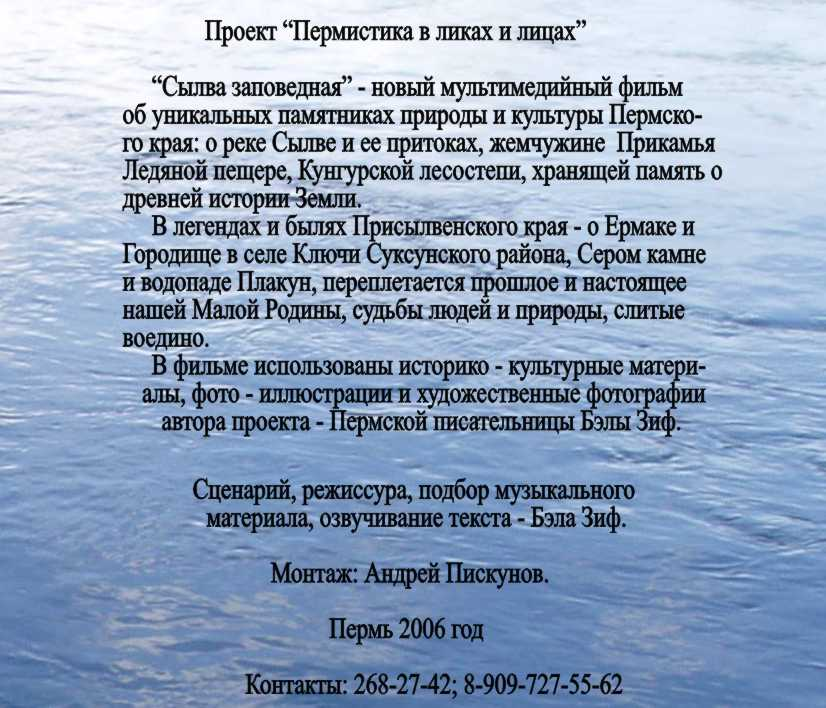
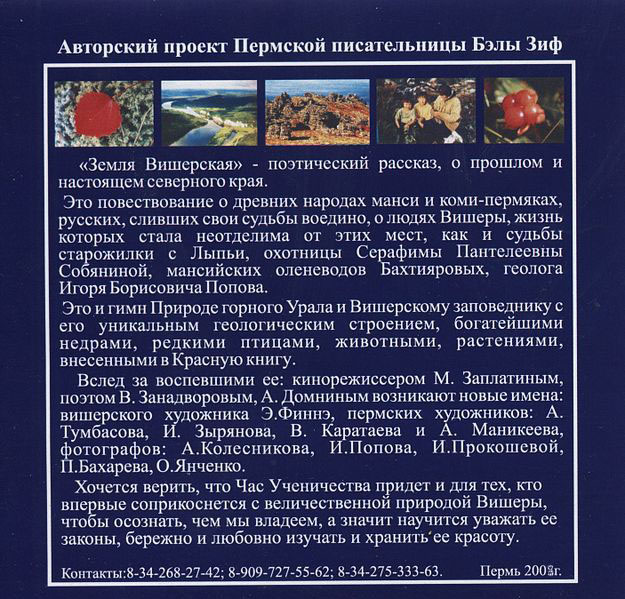

### Художественная фотография
С 2003 по 2010 год, а также в 2016 году, была участником международной выставки искусств «Арт-Пермь» ООО «Пермская ярмарка». В экспозиции были представлены: художественная фотография, книги и коллекция авторских дисков — фильмов и записей из фондов Пермского областного радио.
В течение ряда лет принимала участие: в альтернативной выставке «Лёд и Пламень» — в рамках международного фестиваля ледовой скульптуры (КДЦ), «Весенний вернисаж» ДК имени Горького, в театре «Пилигрим» (в рамках литературного конкурса детей), была автором областной передвижной выставки художественной фотографии «Присылвенские красоты», созданной по заказу Управления по охране окружающей среды и природопользованию Пермской области (ландшафтные памятники природы — флора и фауна).
Передвижные выставки прошли в городской библиотеке им. Пушкина (2004); в 2013 году: в гимназии им. Дягилева, в библиотеке Духовного возрождения, в библиотеке № 13, в библиотеке № 8 им. Островского, в Краевой библиотеке им. А. М. Горького; неоднократно выставки проводились в ПГСХА. Также персональные выставки были осуществлены в Суксунском краеведческом музее (2007, 2013).

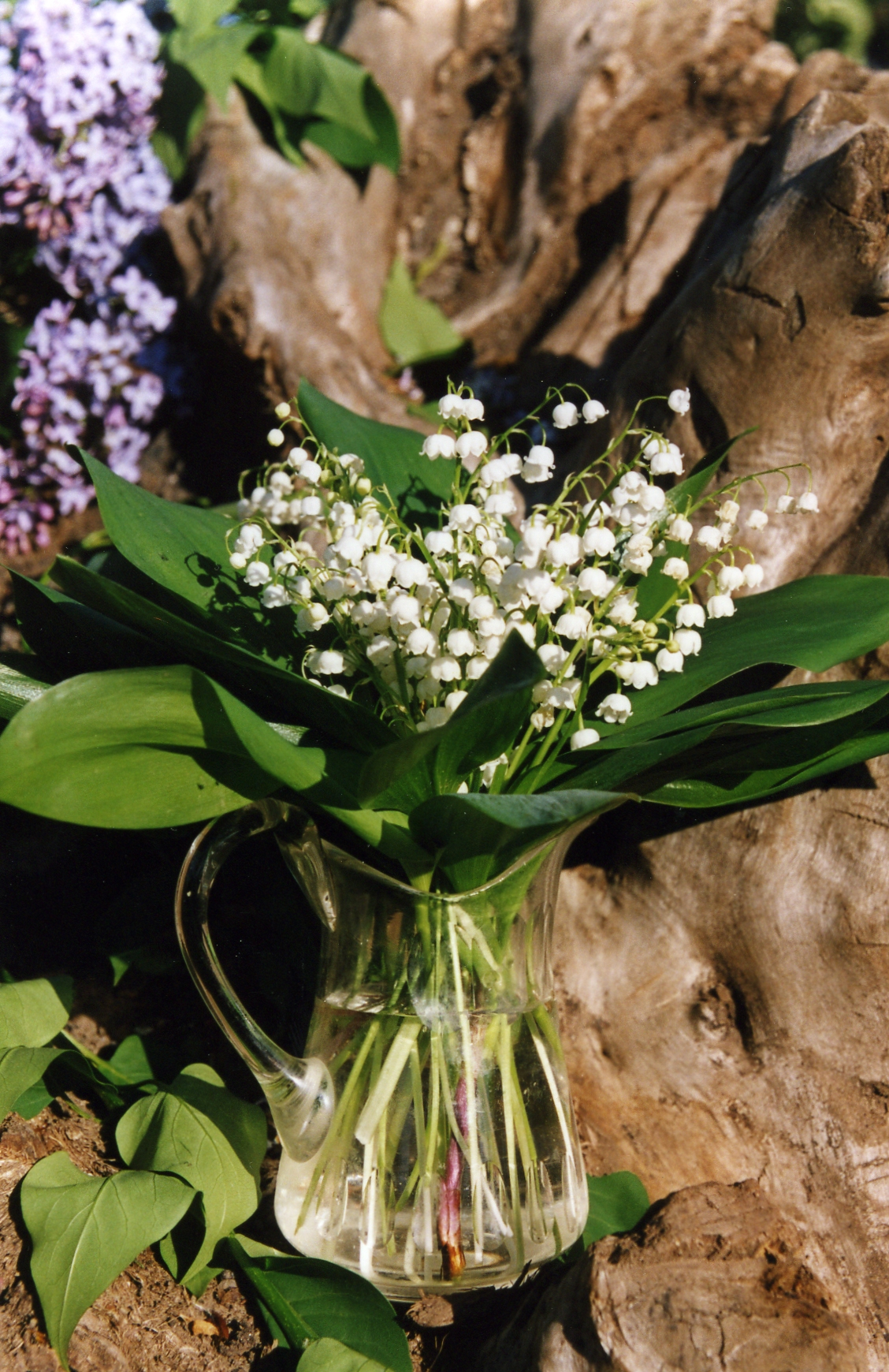
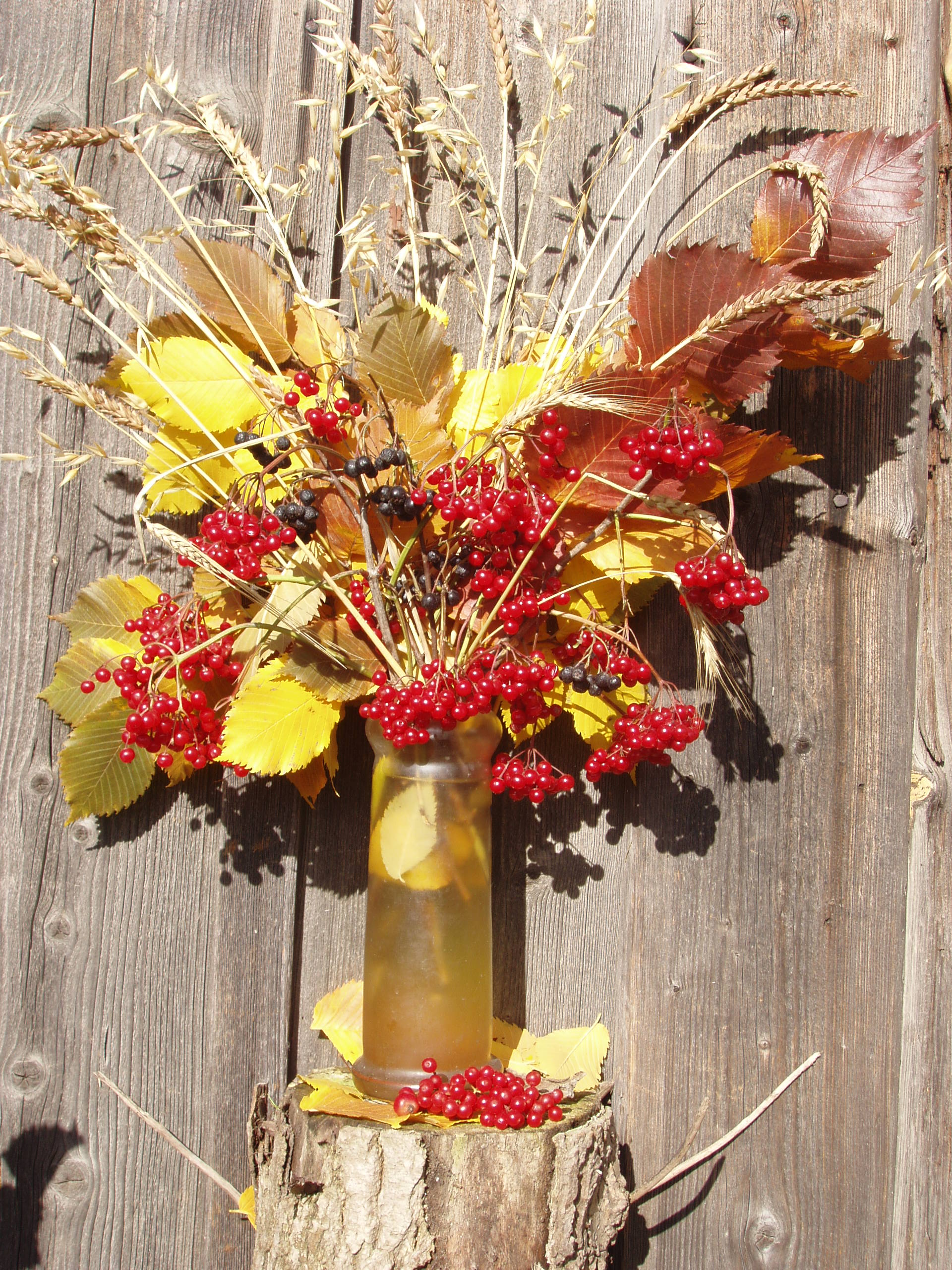
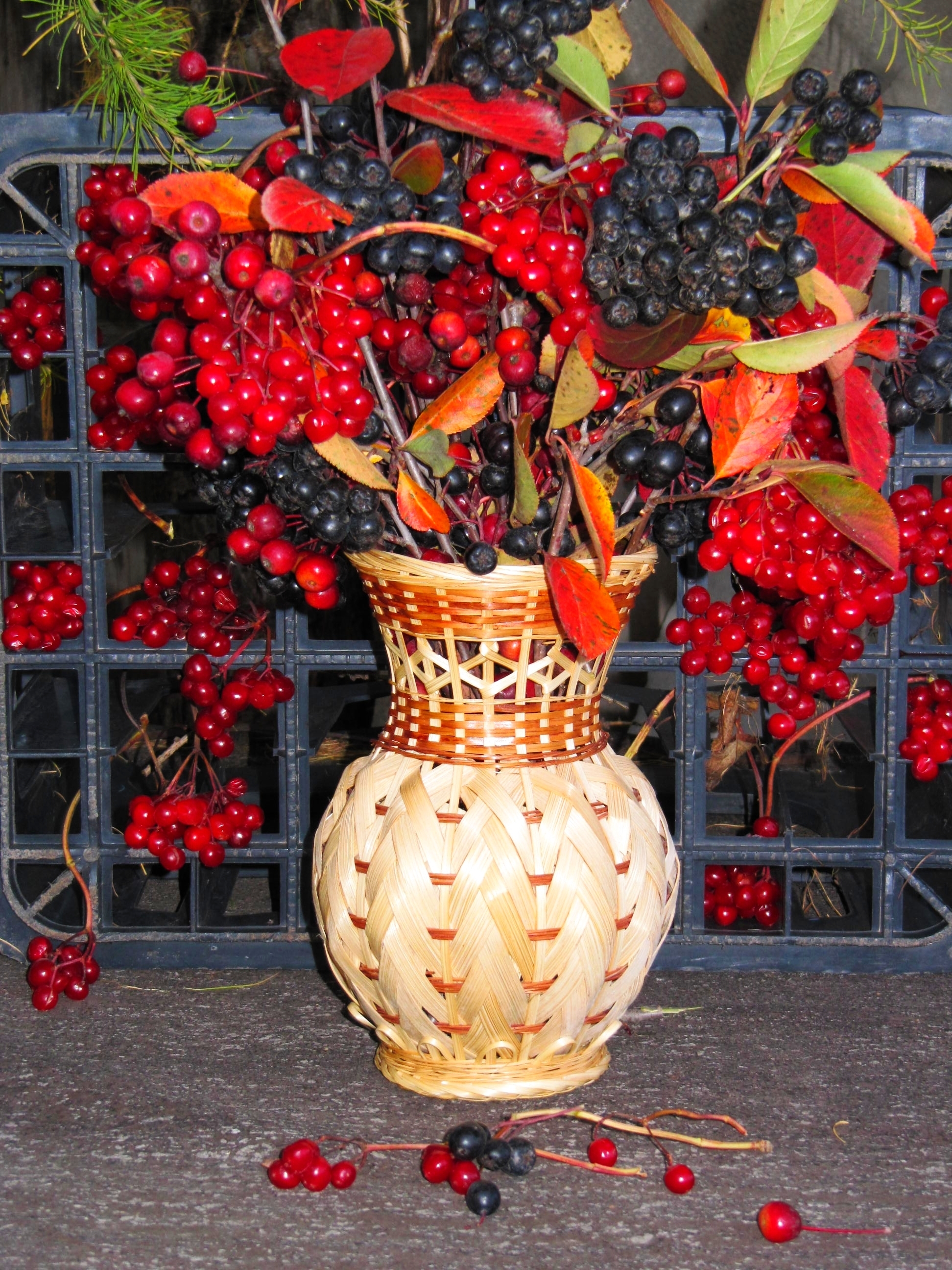
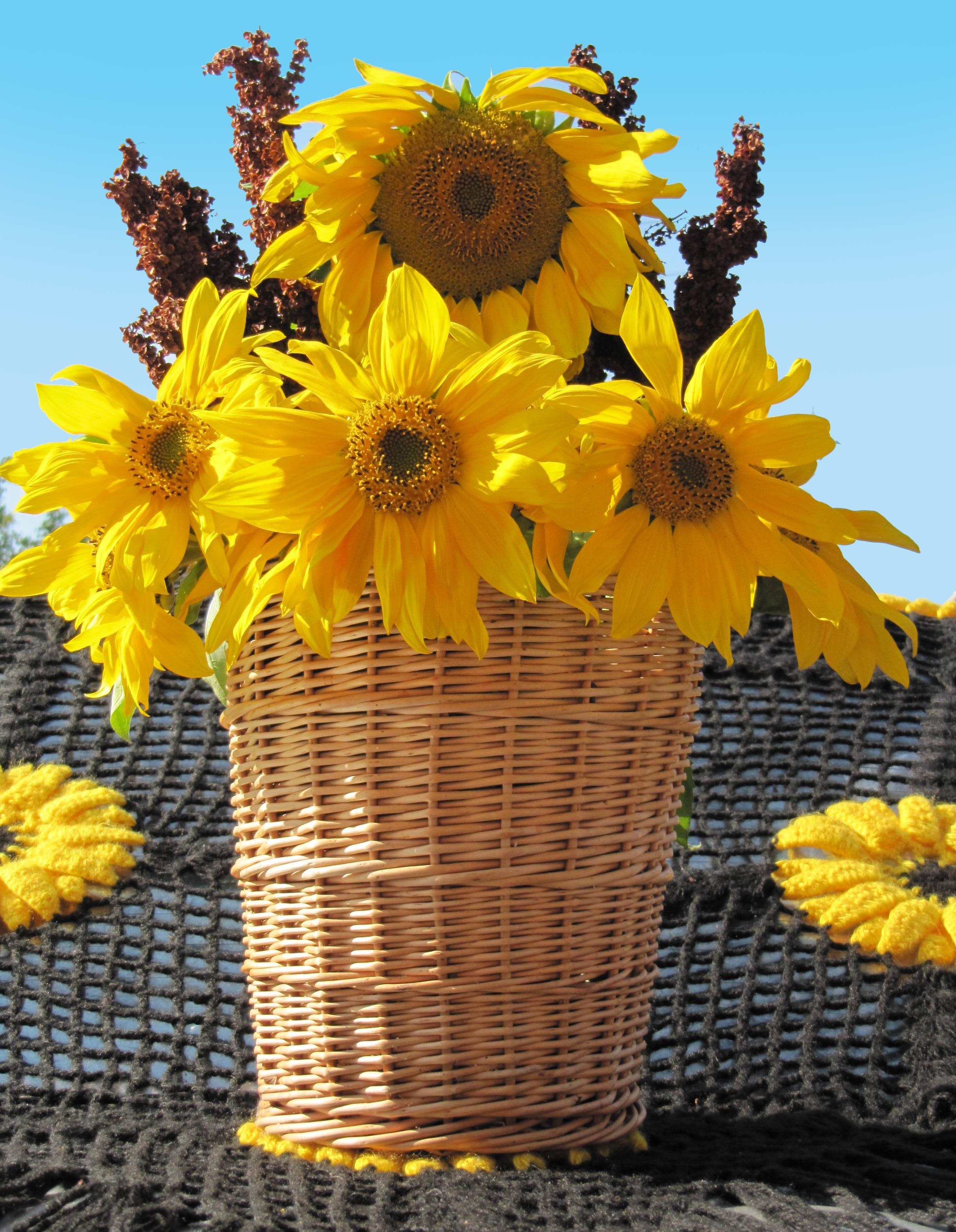
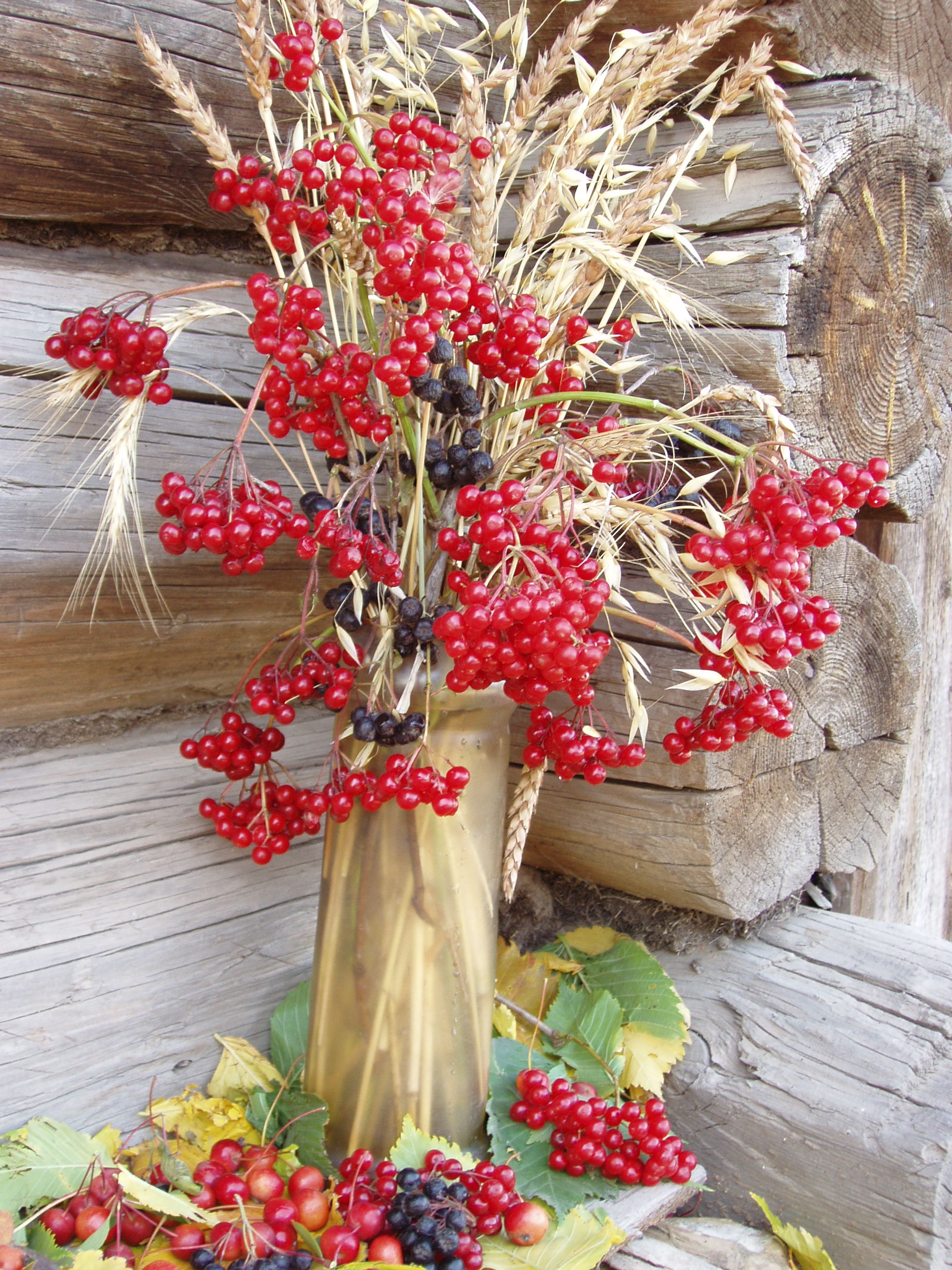
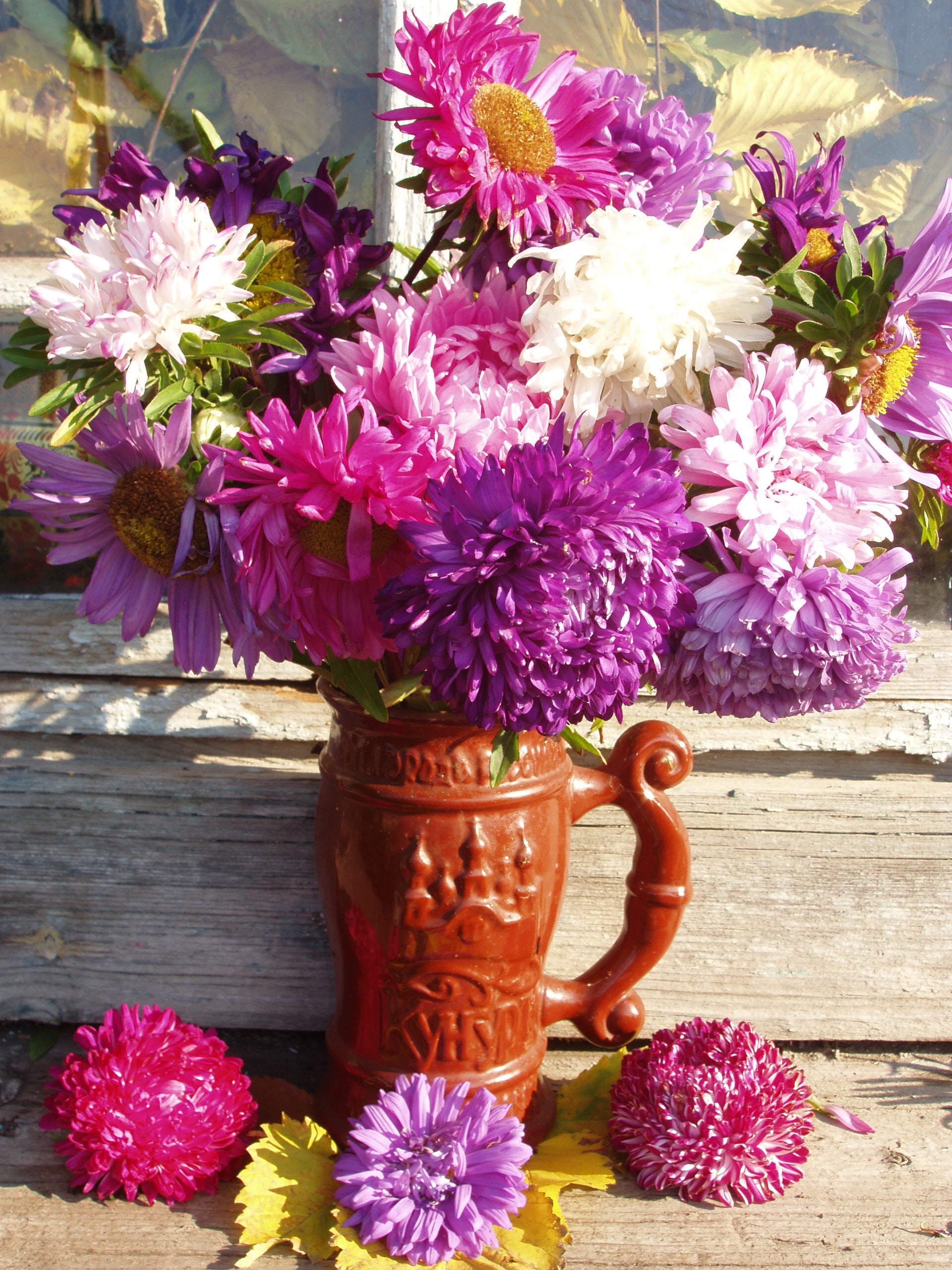
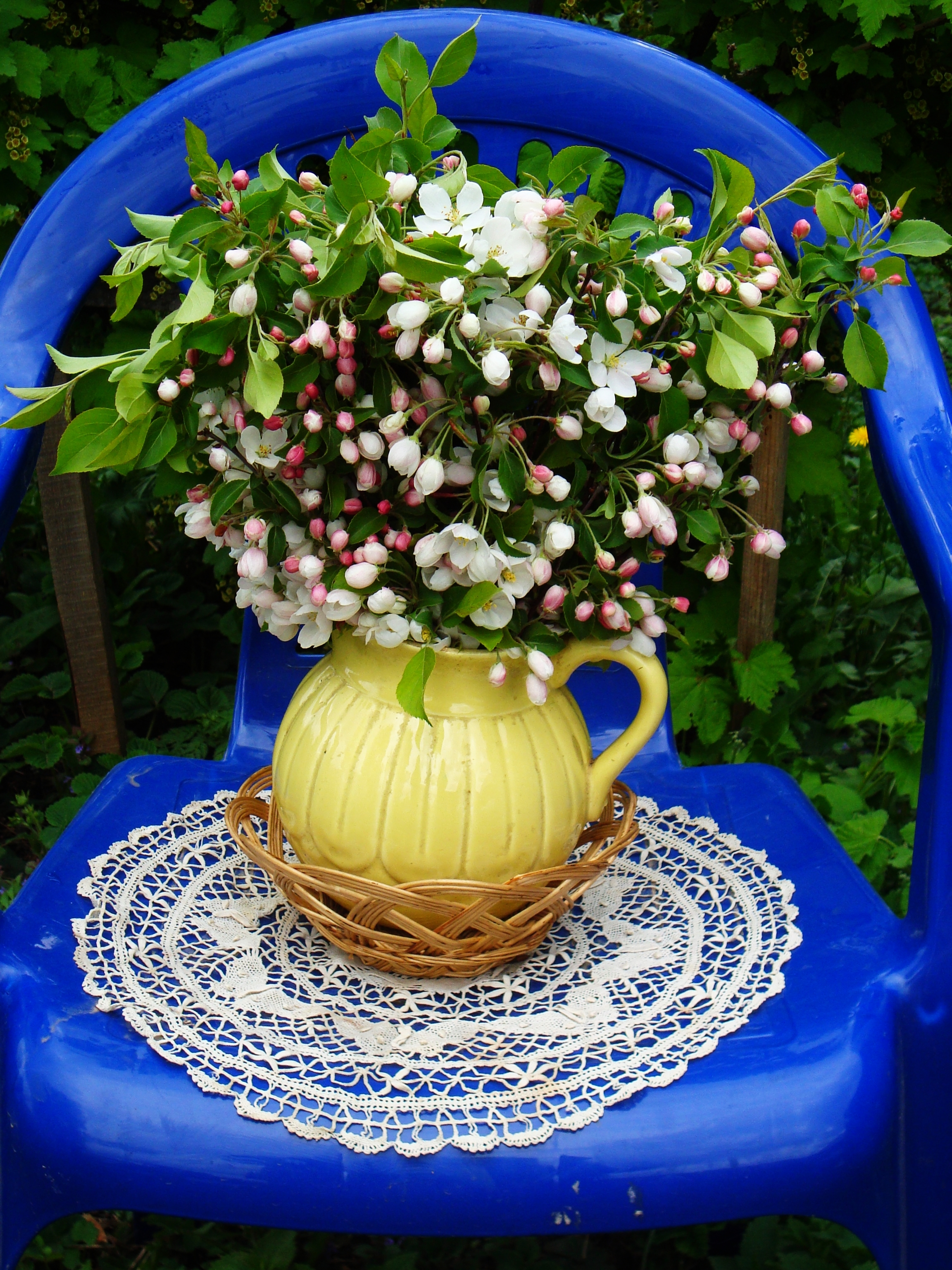
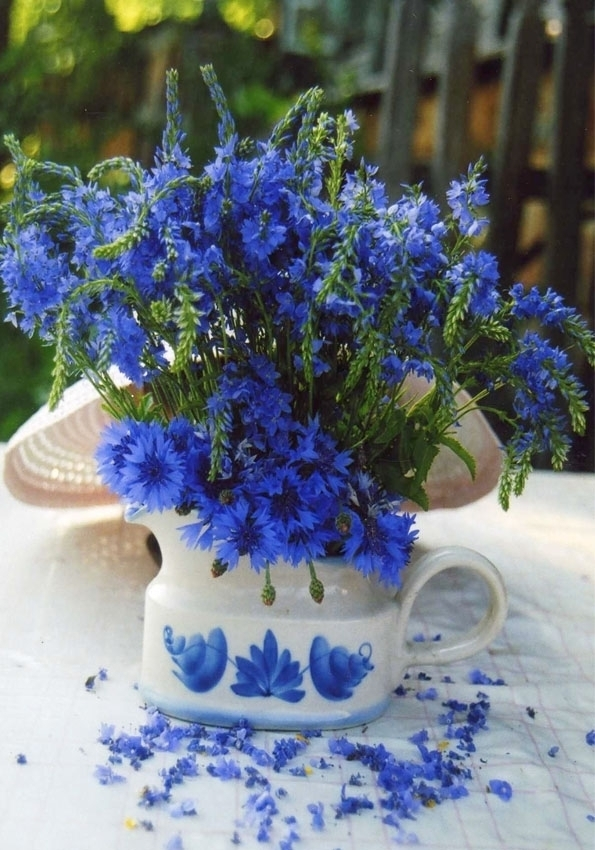
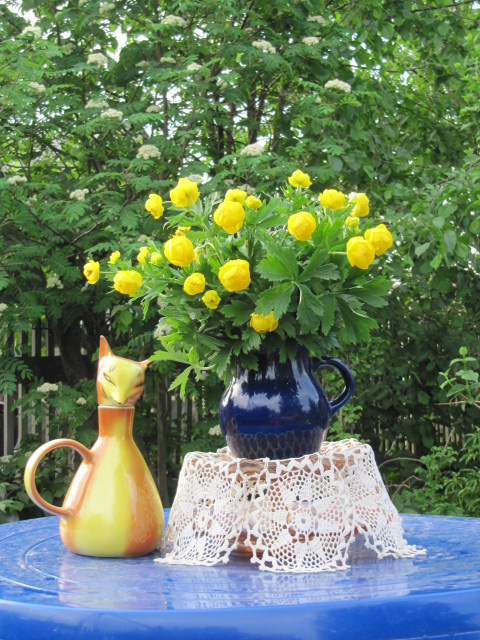
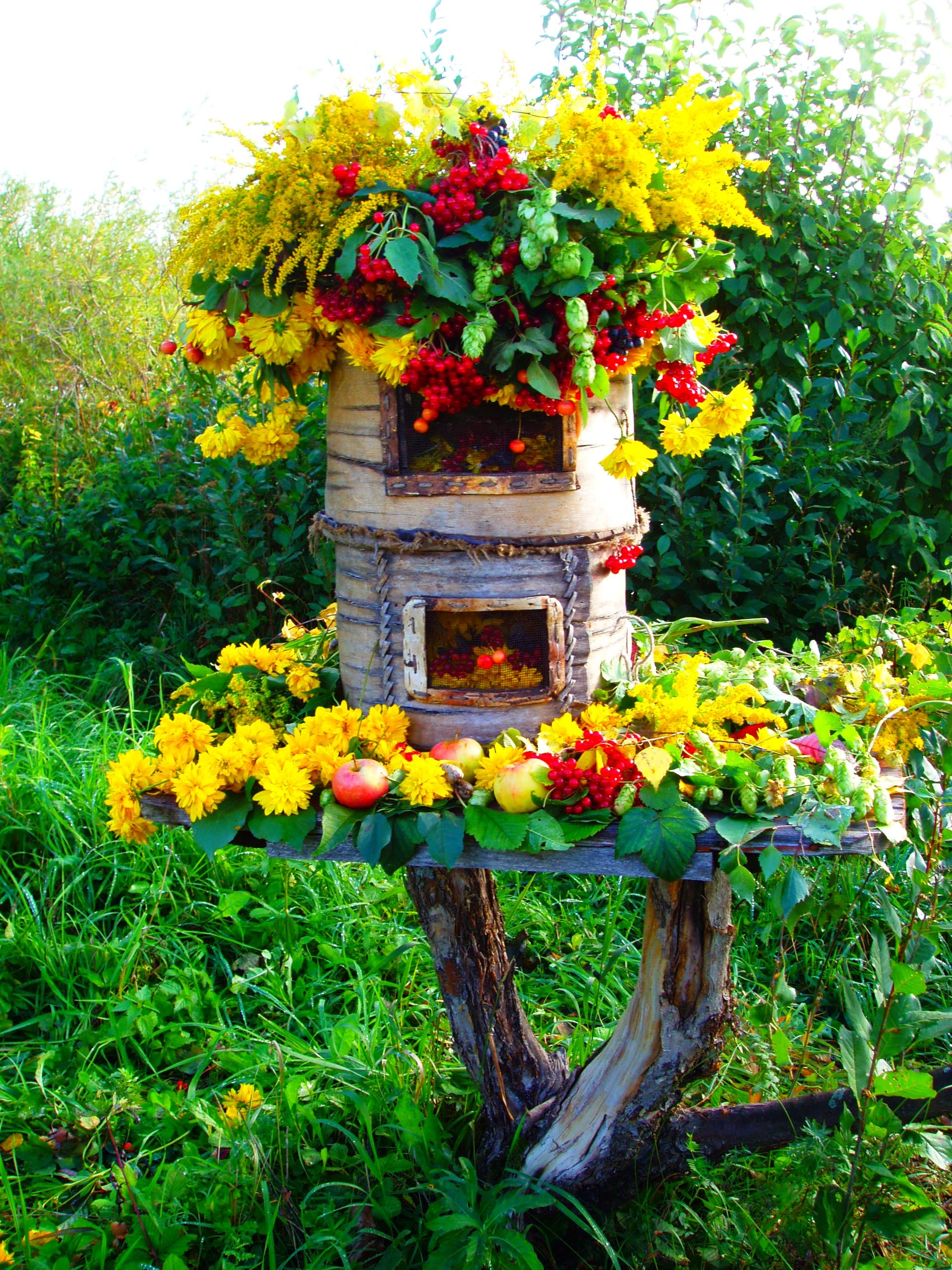
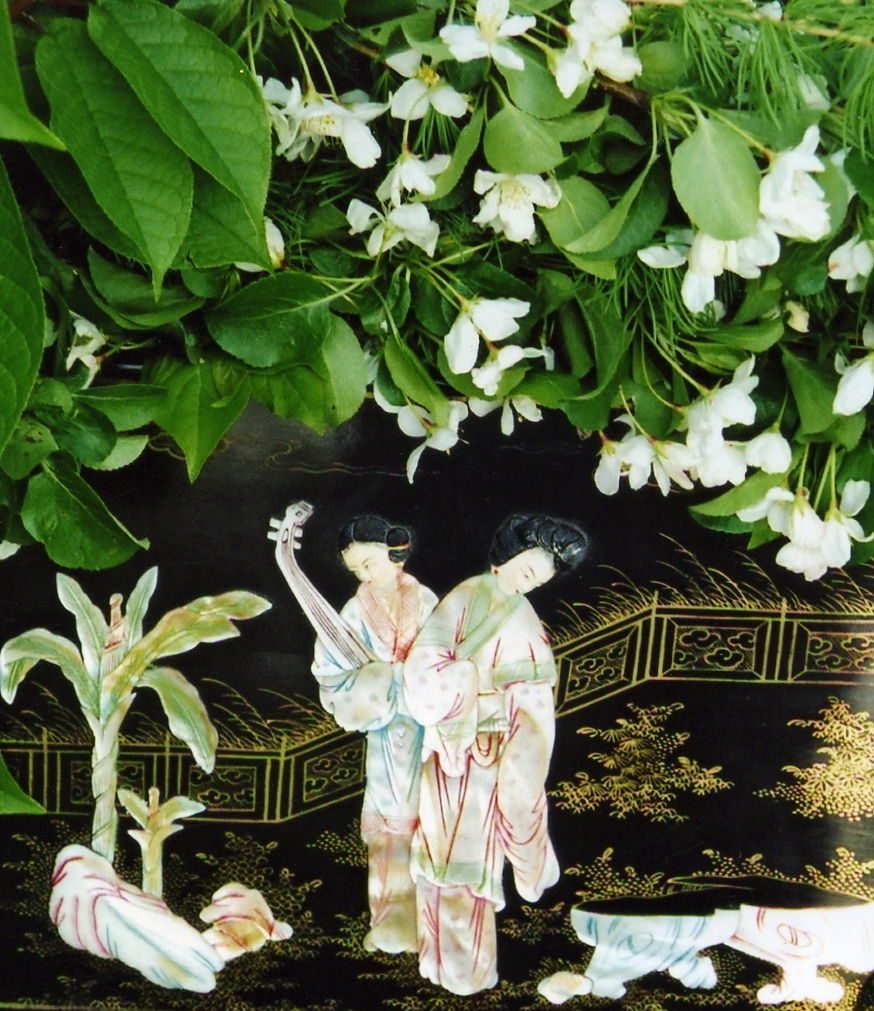
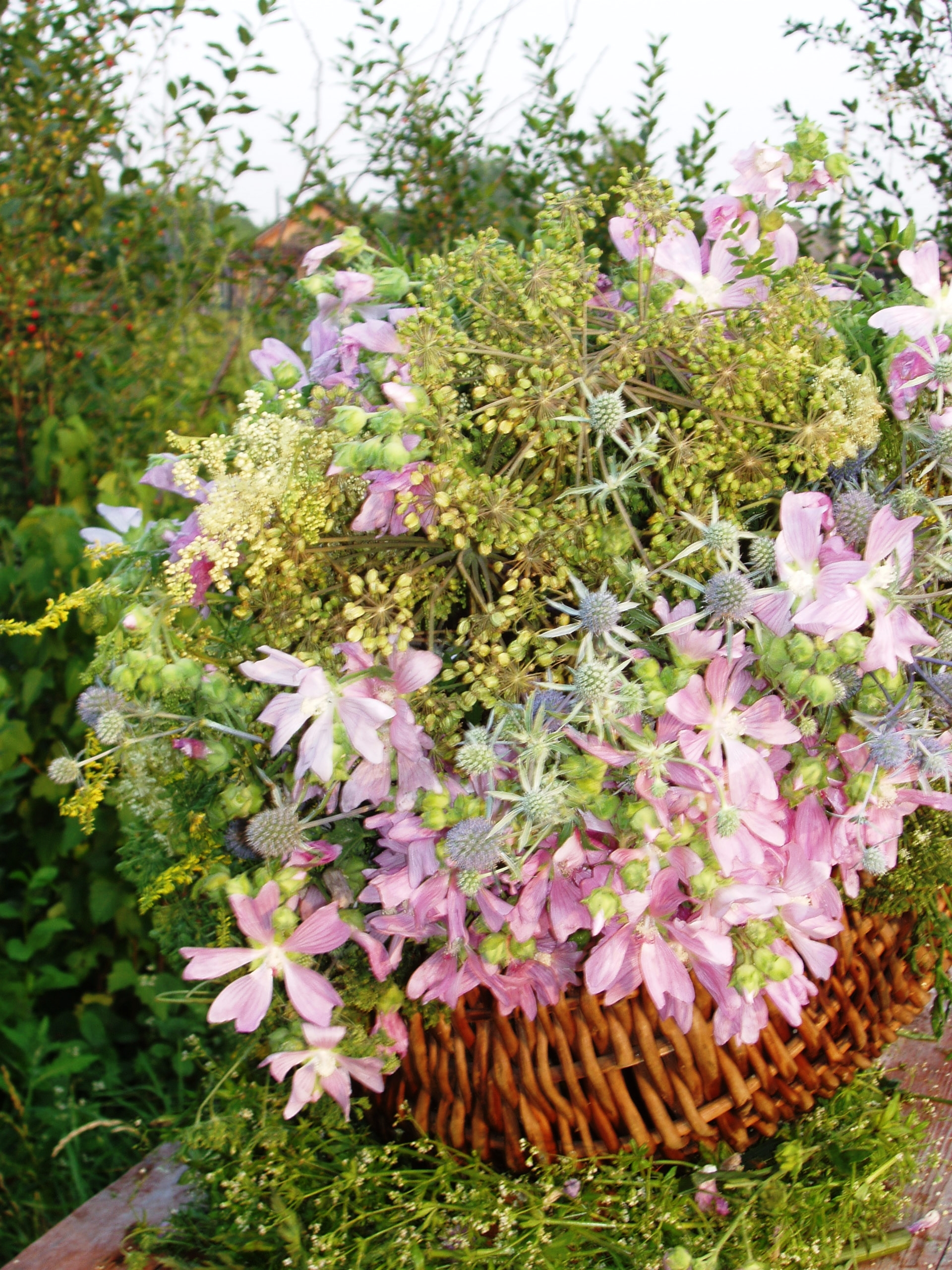
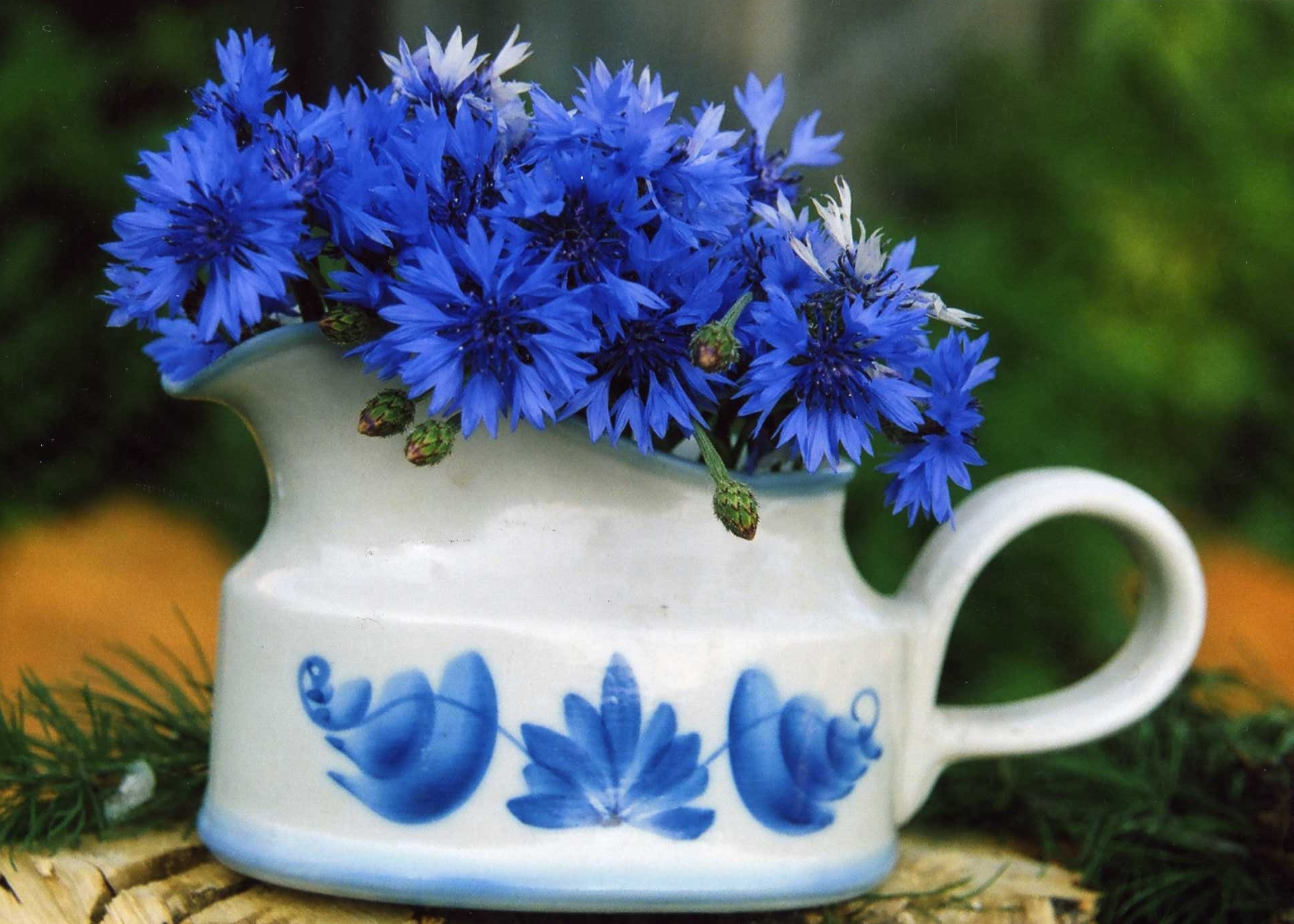
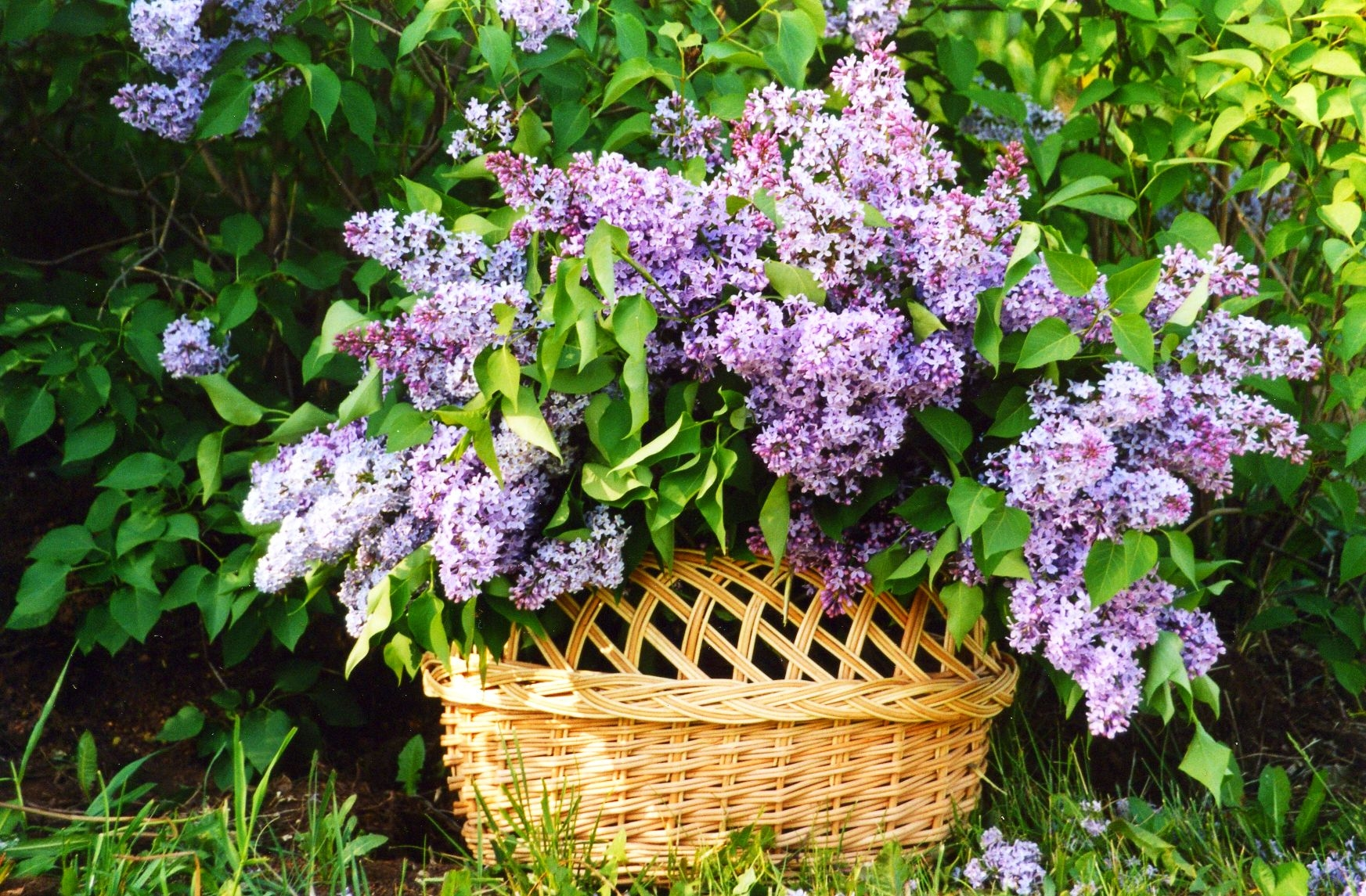
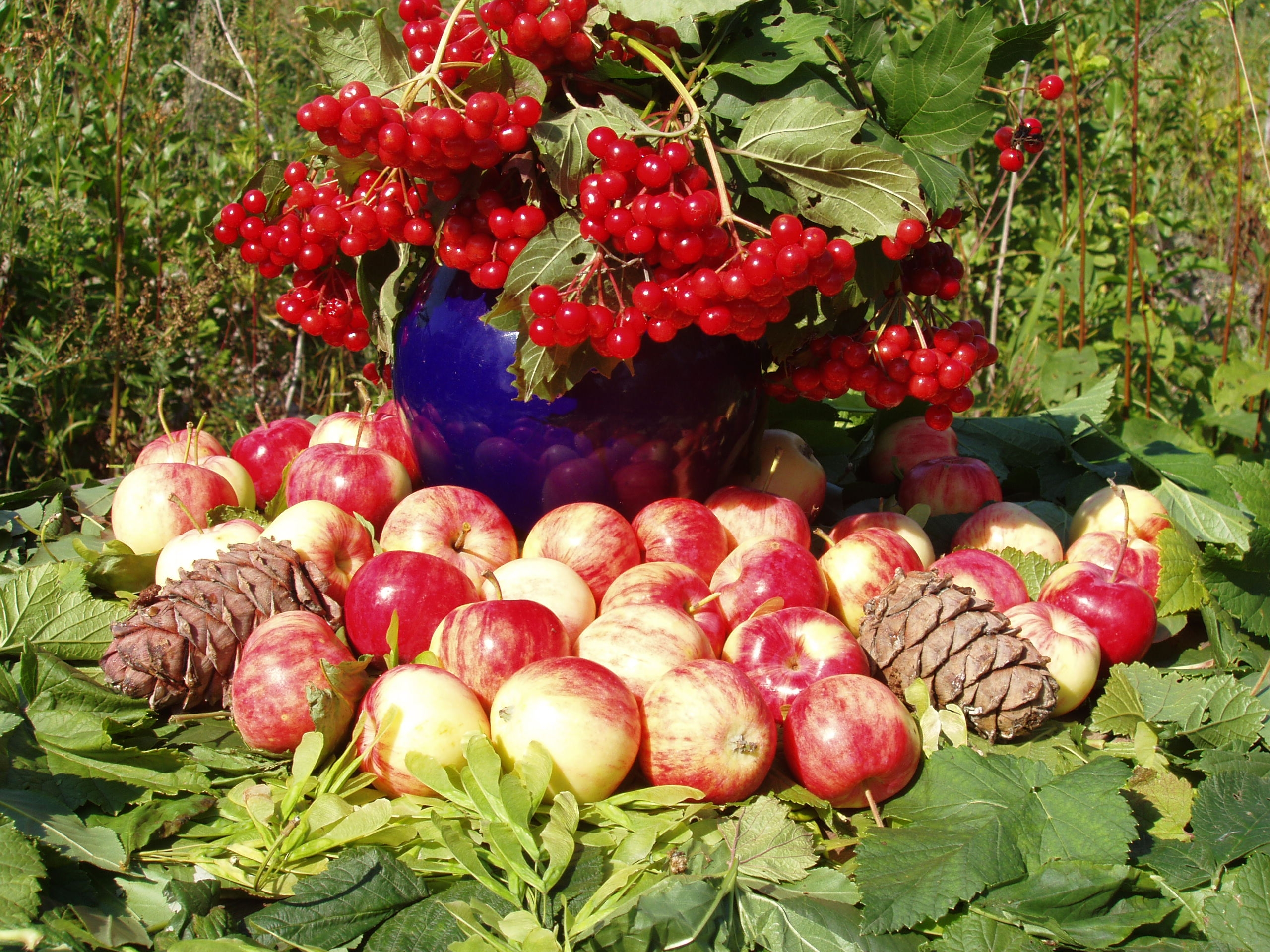
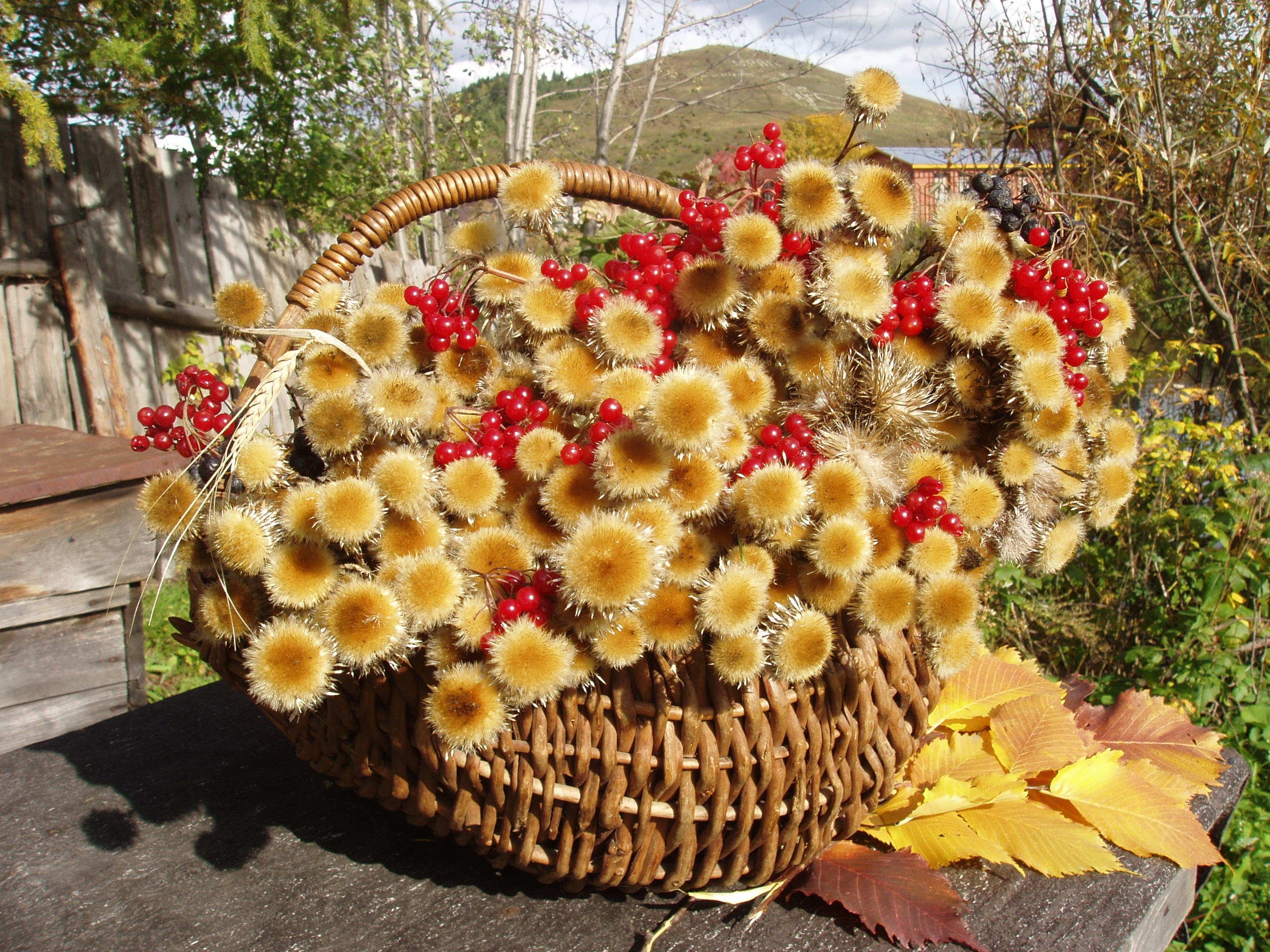
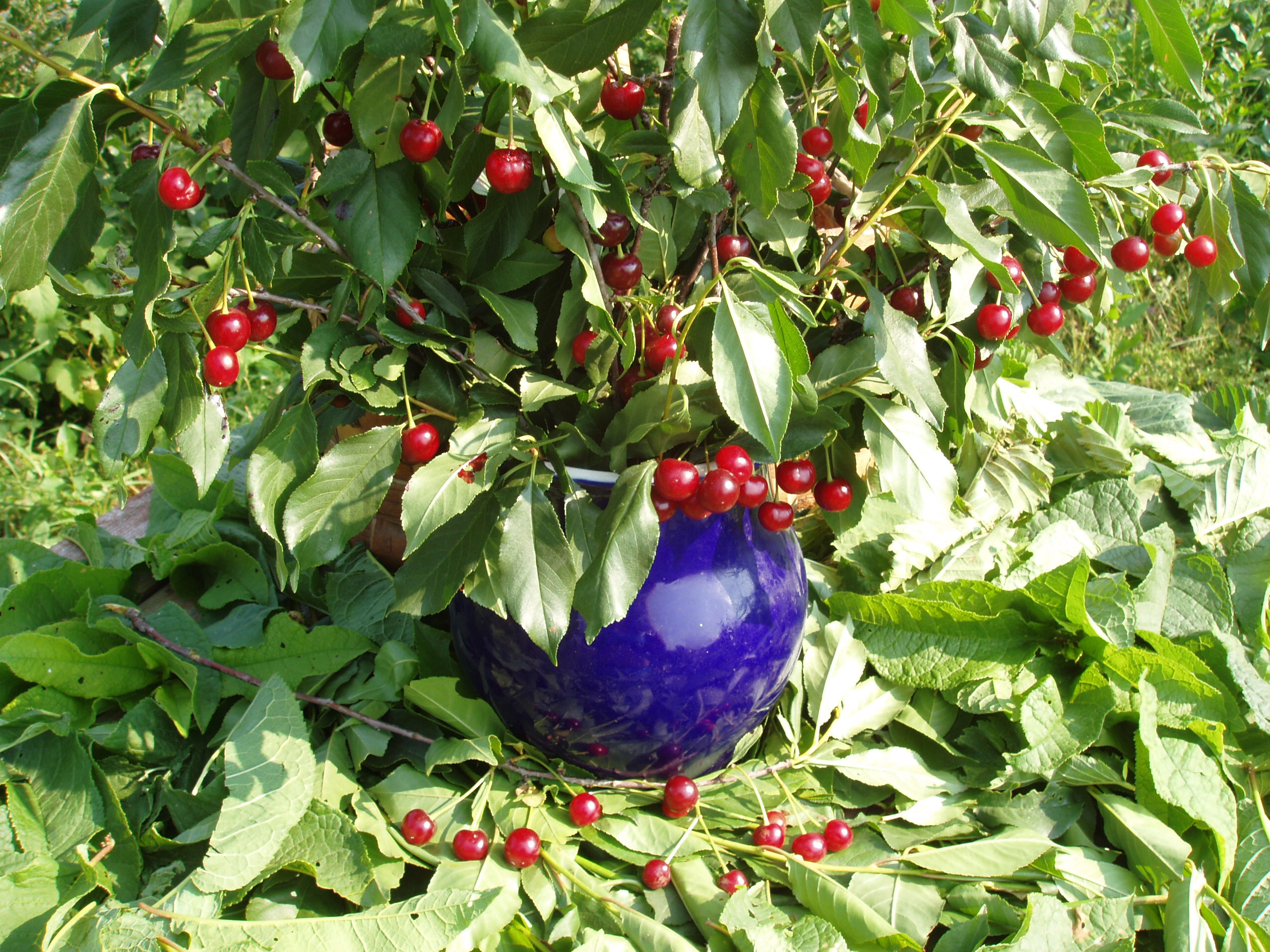
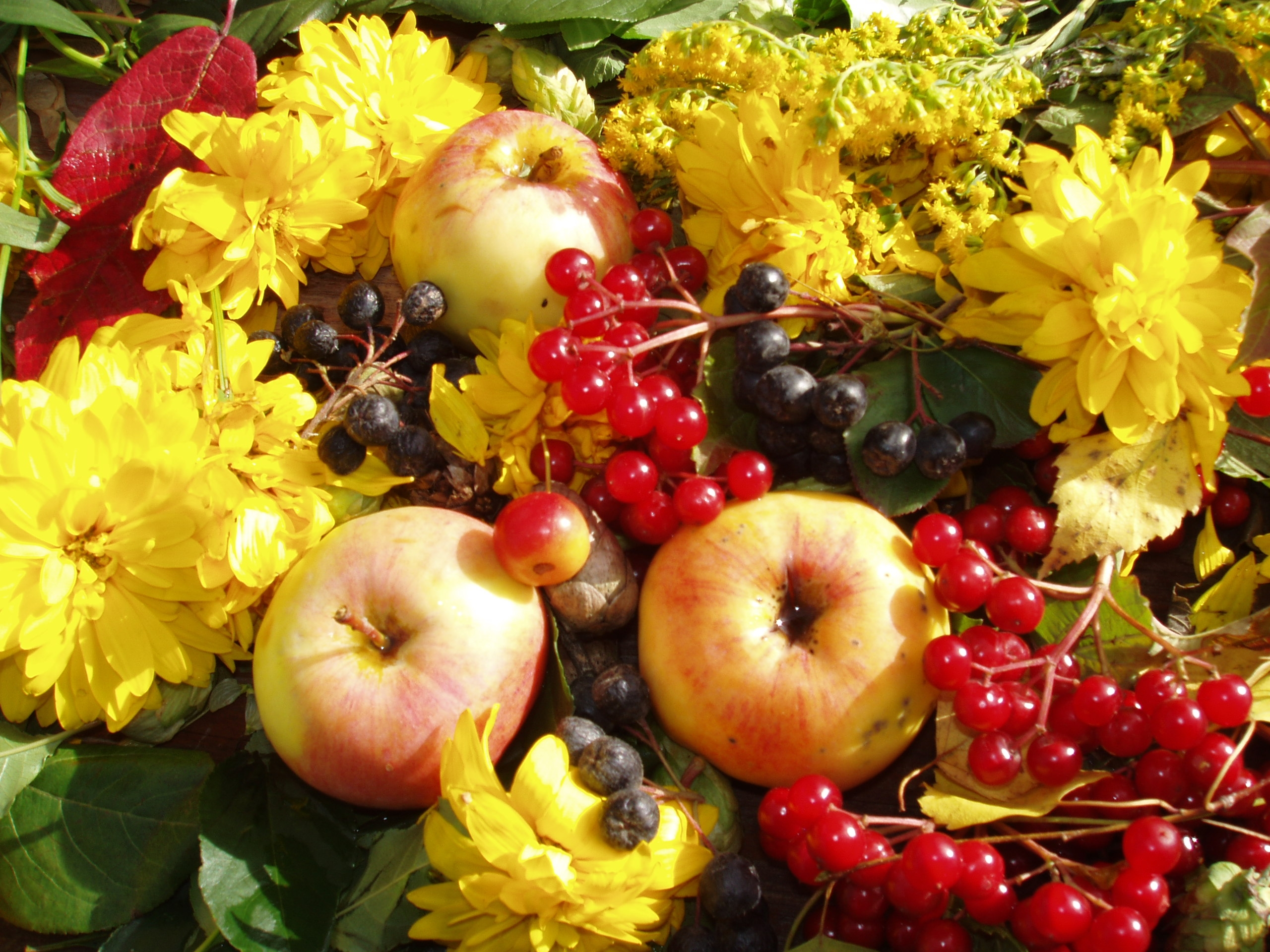
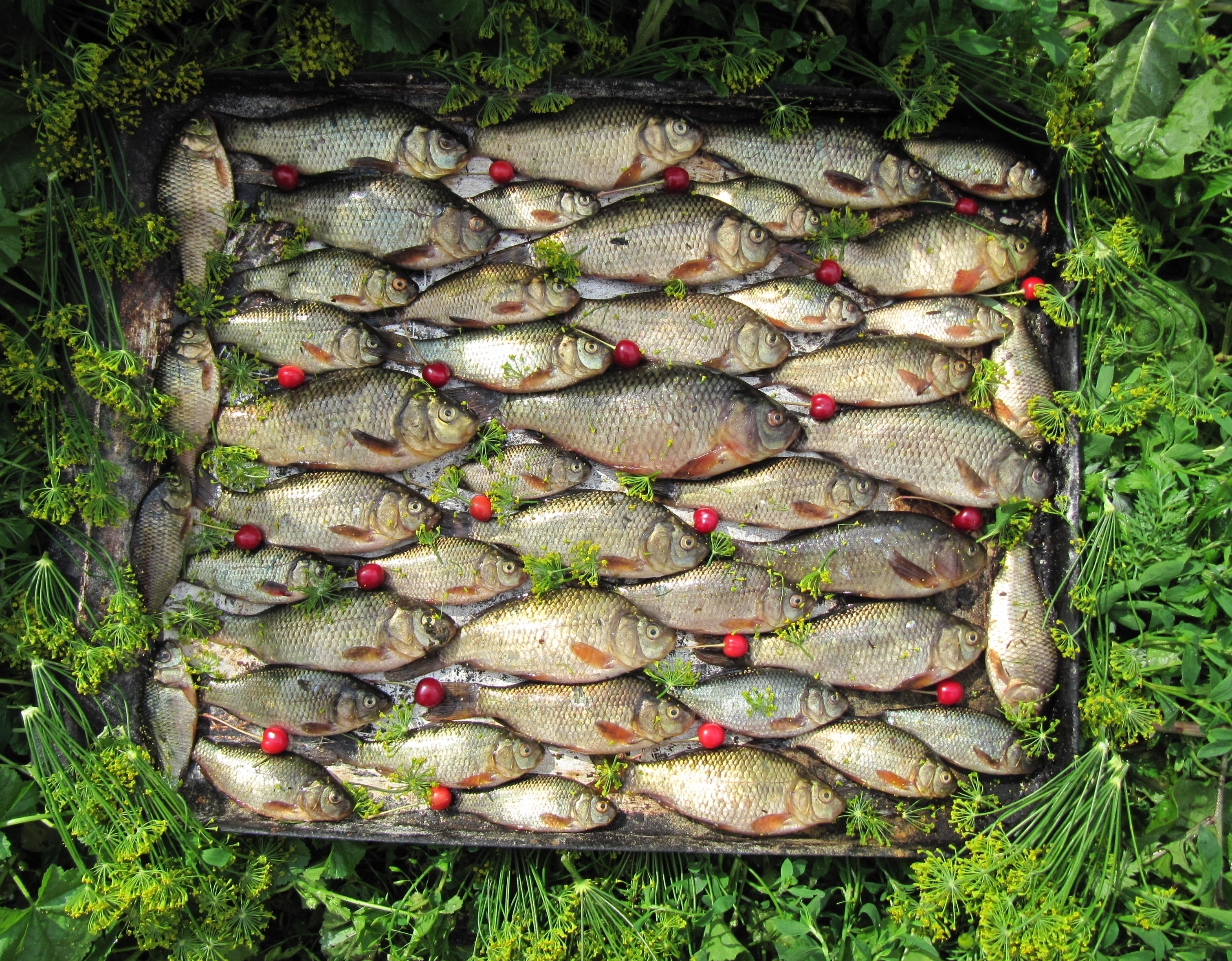
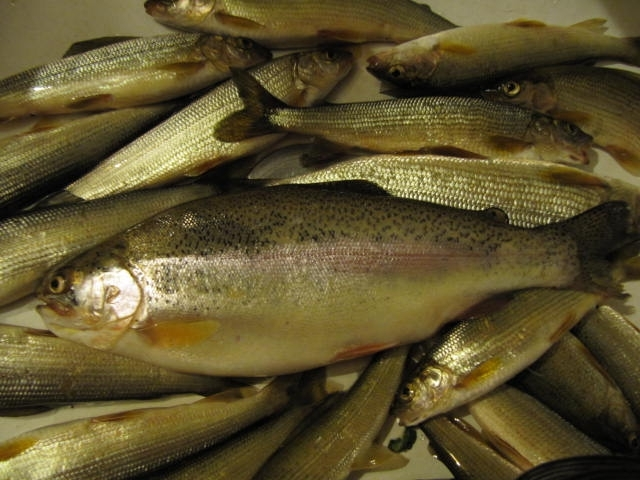
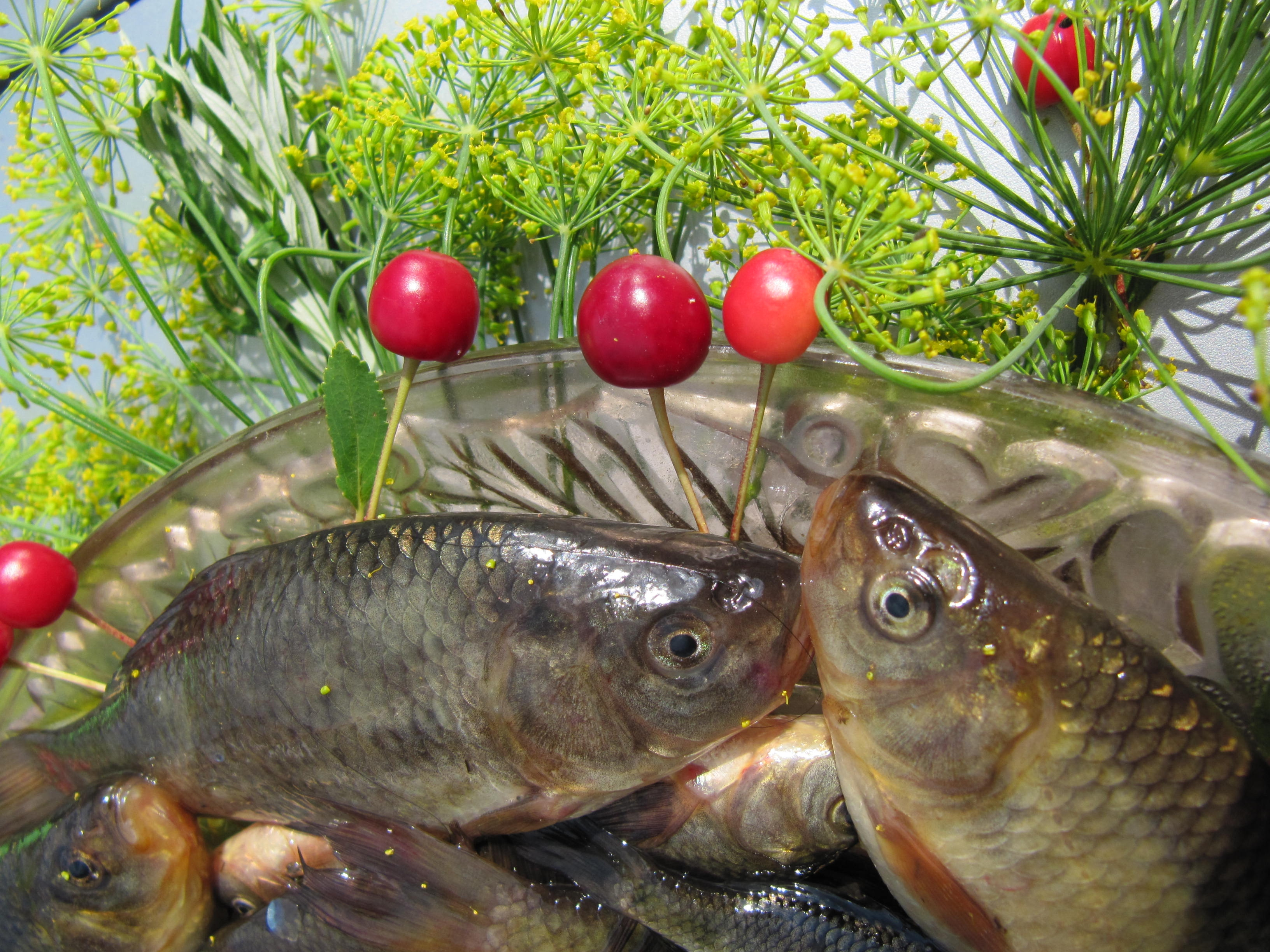
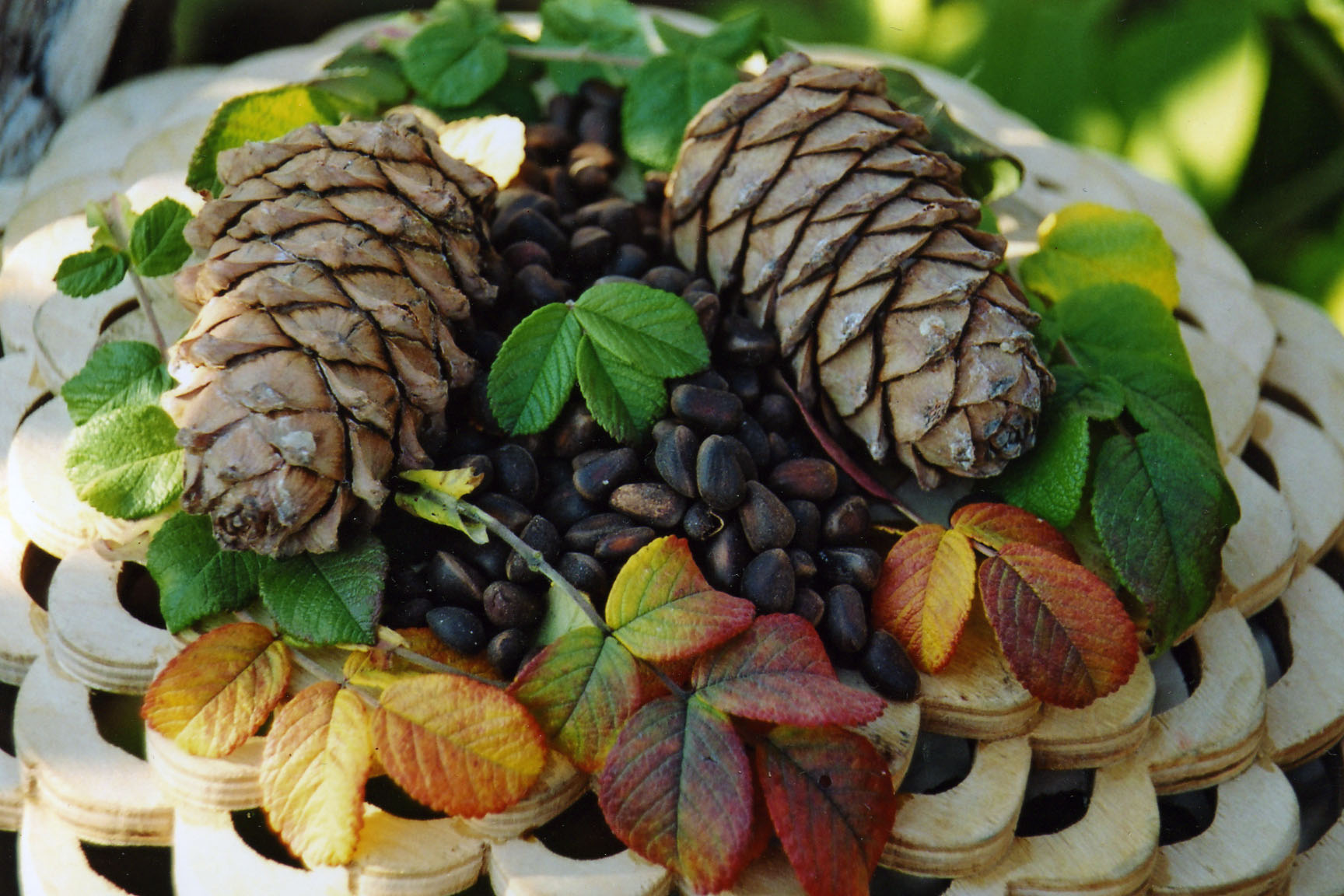
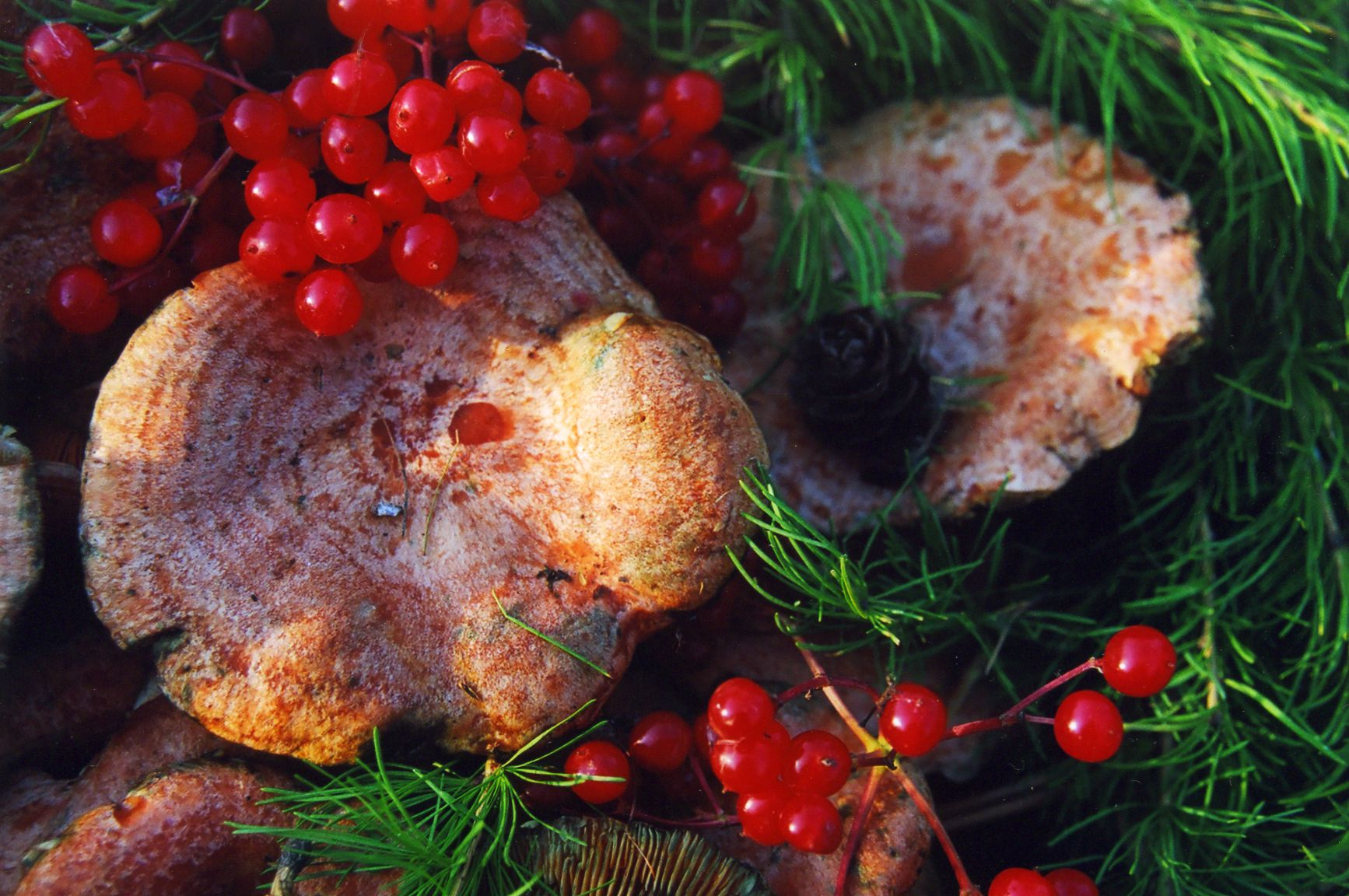
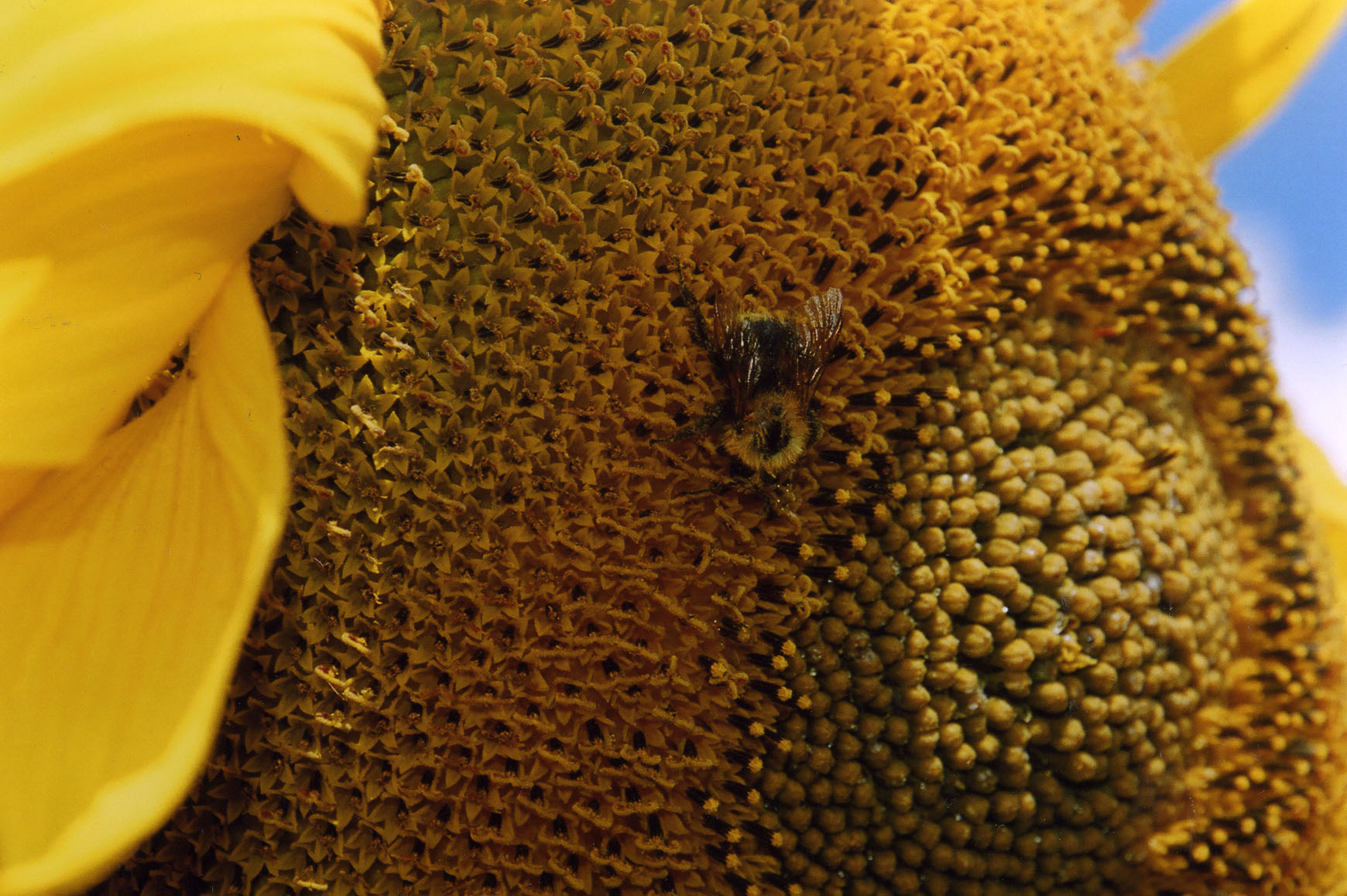

## Награды, звания, гранты
- Почётный член Всероссийского музыкального общества (1994).
- Премия «Экология. Человек года — 1996».
- Грант администрации г. Перми «За общественно значимый проект в сфере культуры и искусства» (1999).
- Диплом победителя II областного конкурса социальных и культурных проектов в номинации «Гастрольное лето за проект „Экология культуры Прикамья“ (2002).
- Грант администрации г. Перми для поддержки творческих проектов в области культуры и искусства и печатных средств массовой информации на издание книги „Провинция“ (2004).
- Благодарственное письмо администрации Пермского края (2006).

## Произведения

### Стихи и проза
1. Сами о себе // Сборник № 2. Сост. Л. В. Тихомирова. Худ. Е. Н. Нестеров. Пермь. 1965  (стихотворения „Ледоход“, „Весна“). С. 102—104. Тираж 15 000 тыс.
2. „Связанный бесчисленными узами…“: Стихотворение / Бэла Зиф // Молодой человек. Литературно-художественный альманах. Пермь. 1967. Тираж 10 000 тыс.
3. „Август“, „Белые тополя“, „Любое слово поделив на части“ / Бэла Зиф // Современники: поэзия Прикамья. Пермь, 1967. С. 40-43. 5 000 тыс.
4. Княженика: Стихи. [Сборник. Ред.-состав. Н. Пермякова] — Пермь: Пермское книж. изд., 1968. — 71 с. — Бэла Зиф „Сентябрь“ [Поэма] C. 15-24. — Тираж 5000 тыс.
5. Чудеса нужны не только в детской // Пермские новости, 1994. 13 янв.
6. Она дарила надежду // Римма: книга воспоминаний о профессоре Пермского государственного университета Р. В. Коминой. Пермь, 1996.
7. С тобой и о тебе. Стихи и песни о Перми. 1998. („Эта ночь и легкий дух над Камой“, „ Закрыл туман усталую луну“, „Птицы впечатаны духом в деревья“, „За трёх сестёр тоскуют птицы“, „Млады“ юная душа»)). Пермь, 1998. С. 95-97. 5 000 тыс.
8. Поэтическая тетрадь // Лесной вестник. 1998. № 17-18.
9. Мастерская Овчинникова // Пермский Пресс-центр. 1998. № 1.
10. Мастерская Долматова // Пермский Пресс-центр. 1998. № 3.
11. Мастерская Зарубина // Пермский пресс-центр. 1999. № 2. С.
12. «Страна Рифея, древняя страна…», Звериный стиль; Малахит; «Над Чусовой и Камой созвездие горит…» // Третья Пермь: Альманах. Пермь, 1999. С. 305—306. 1 000 экз.
13. Авторский театр истории культуры и экологии «Жар-птица» // Экология. Родители. Дети / под ред. Л. Баньковского и З. Дегтянниковой. Березники, 2000. 390 с. С. 351—355.
14. Стихотворения // Родное Прикамье: хрестоматия по лит. краеведению. Пермь, 2001. С. 288—291. Тираж 15 000 тыс. Содерж.: «Шагнув от камского простора…», «Звериный стиль», из цикла «Возвращение „Княженики“.
15. Волшебный фонарь: Рассказы // Звезда. 2002. 22 марта.
16. От Компроса до Бродвея (сборник) // Пермский Пресс-центр. 2002. № 14. С. 60-67. (Воспоминания о Комсомольском проспекте пермских писателей и журналистов: В. Киршина, Б. Зиф, Н. Горлановой и др.) // Пермский Пресс-центр, 2002.
17. Провинция: Главы из повести // Уральская новь. 2003. № 15.
18. Разгуляй: Глава из повести // Пермский Пресс-центр. 2003. № 18.
19. Корни. Профессор (Из повести „Провинция“) // Филолог. Пермский государственный педагогический университет. 2003. № 3.
20. „Север — амбарчик, где рыба хранится…“; „В перламутры облачаясь…“; „Как бесконечен мир сухого криволесья…“; „Ишеримский водопад“; „Баба Сима“ [Стихи] / Б. Л. Зиф // Стихотворения // Острова одиночества мысли: страницы творчества выпускников филологического факультета Пермского университета. Пермь, 2006. С. 81-84. Содержание: „Север — амбарчик, где рыба хранится…“; „В перламутры облачаясь…“; „Как бесконечен мир сухого криволесья…“; „Ишеримский водопад“; „Баба Сима“.: стр. тв-ва вып. филол. фак. Пермского ун-та. Авт. проекта и сост. Н. Е. Васильева; отв. за вып. Б. В. Кондаков. Пермь: Перм. гос. ун-т; 2006. С. 81-84.
21. Секреты „Жар-птицы“ // Prosa oratio. Страницы биографий писателей — выпускников филологического факультета Пермского университета / сост. Н. Е. Васильева; отв. за вып. Б. В. Кондаков; Перм. гос. нац. исслед. ун-т. Пермь, 2014. 319 с. С. 186—228.
22. „Страна Рифея, древняя страна…“; Звериный стиль; „Как бесконечен мир…“; О. А. Скрябиной; „Не пишутся стихи, и не даётся…“; из цикла „Усолье Строгановское“ // Личность и литературное творчество: хрестоматия / сост. С. В. Гриценко]. Пермь: Книжник: ПГСХА», 2011. С. 95-98.
23. У тебя всё получится // Вкус к слову: Портрет журналиста Лидии Витальевны Мишлановой / сост. В. Ю. Мишланов, В. М. Ширинкин. — Пермь, 2018. 216 с. С. 27-32.
24. Война Жени Зиф. Перекрёстки судьбы // Новая жизнь. 6.05.2021.

### Книги
1. Я выпускаю птиц: стихи. поэмы. песни. СПб.: Бояныч,1995. 160 с. илл. Тираж 1500 экз.
2. Провинция. Повесть. Из воспоминаний. Пермь: Звезда, 2004. 208 с.: ил. 24 с.
3. Секреты «Жар-птицы» Пермь: Печатник, 2013. 80 с.
4. Танец маленьких лебедей. Пермь: Печатник, 2013. 20 с.: илл.
5. Страна Рифея: стихи, проза. Пермь: Печатный салон «Е-ПРИНТ». 2015. 109 с.: илл.

### Аудиозаписи
1. Бэла Зиф. Аудиокниги // Гимназия им. С. П. Дягилева.
2. Разгуляй (по повести «Провинция», 2003). .
3. Разгуляйские тайны (по повести «Провинция», 2003).
4. Волшебный фонарь. Стихи. (2009) Стихи 1-41.
5. Волшебный фонарь. Песни (в содружестве с Евгенией Ермаковой, 2009). Песни 1-11.

### Фильмография
1. Усолье Строгановское. 60 мин. Пермь, 2001.
2. Поэма о Камне (Страна Рифея). 45 мин. Пермь, 2004.
3. Сказ о Древе (Соликамское чудо). 35 мин. Пермь, 2004.
4. Сылва заповедная. 25 мин. Пермь, 2006.
5. Земля Вишерская. 50 мин. Пермь, 2008.

### Предисловия, рецензии
1. Васильева Н. Е. Перо Жар-птицы // Предисловие к книге «Провинция. Повесть. Из воспоминаний». Пермь: Звезда, 2004. 208 с. С. 6—8. (автор — журналист, литературный критик, доцент каф. русской литературы ПГНИУ ).
2. Власова О. М. Отзыв о проекте цикла учебно-просветительских видео-программ по культуре и экологии Прикамья Б. Л. Зиф. 22 февраля 2002 (автор — искусствовед, заслуженный работник культуры РФ ).
3. Гашева Н. Слово об авторе // Предисловие к книге «Я выпускаю птиц: стихи, поэмы, песни». СПб.: Бояныч,1995. 160 с. С. 5. 1995 (автор — редактор «Пермского книжного издательства», заслуженный работник культуры России, член Союза журналистов России).
4. Гладышев В. Ф. Рекомендация к работам театра «Жар-птица». 2006 (автор — председатель общества «Пермский краевед», член Союза журналистов России ).
5. Давлетшин Р. Рецензия на фильм «Усолье Строгановское». 2001 (автор — сценарист, режиссёр, член Союза кинематографистов России, директор по производству видеопродукции ООО"Пермь-Видеофильм").
6. Кондаков Б. В. Отзыв на повесть Б. Зиф «Провинция» (автор — декан филологического факультета, зав. кафедрой русской литературы ПГНИУ).
7. Миков П. Об авторе и этой книге // Предисловие к книге «Страна Рифея: стихи, проза». Пермь: Печатный салон «Е-ПРИНТ». 2015. 109 с. (автор — омбудсмен, уполномоченный по правам ребёнка в Пермском крае ).
8. Михайлюк В. М. Отзыв на синтез-спектакль «Земля Вишерская».
9. Сидякина А. А. Отзыв о фильмах «Сказ о Древе» и «Сылва заповедная». 2006 (автор — программный директор НП «Пермская синематека», доцент каф. журналистики ПГНИУ ).

### Публикации о Б. Зиф
1. Файн Р. Сами о своем времени // Звезда. 1966. № 27.
2. Всесоюзный конкурс молодой поэзии. I и II тур // Молодая гвардия. 1966. 25 марта.
3. Газета комсомольцев и молодёжи области рассказывает… // Молодая гвардия. 1967. 11 мая.
4. Марьев Б. Глубины и плёсы // Урал. 1967.
5. Астафьев В. Под одной крышей // Впервые опубликовано: Звезда. Пермь. 1968. № 8.
6. Марьев Б. Молодые — кто они? // Урал. 1968. № 11. С. 135—146.
7. Черкасов А. (под псевдонимом Г. Горн) Претензия в суперобложке. О поэтическом сборнике «Княженика» // Звезда. № 99 (14926). 1968. 27 апреля.
8. Фёдоров В. Пути развития поэзии Советской России. Доклад на III съезде писателей РСФСР // Литературная газета. № 13.1970. 25 марта. С. 3-4.
9. Крашенинникова М. Обманывать надо красиво // Молодая гвардия. № 4. 1991. 31 октября. Стр. 9.
10. Донец А. Нам очень хочется поймать свою Жар-птицу // Досуг. 1992. 21 августа. 2 стр.
11. Левин М. Руководитель студии «Жар-птица» Бэла Зиф // Левин М. Автограф (кн.-интервью: сб. текстов радиопрограммы «Автограф», прозвучавших по Перм. обл. радио в период 1990—1996 гг.) / М. Левин. Пермь: ООО " Студия « ЗёБРА» 2010. 296 с. С. 98-102: фот. (Интервью с руководителем творческой студии «Жар-птица» на пермском радио. Дата выхода в эфир 22.09.1992).
12. Кизилова И. Из «шоколадной шкатулки» // Пермские новости. Пермь. 1993. 19 января.
13. Запольских В. Н. (под псевдонимом И. Легков) Айседора и Сергей // Местное время. 1993. 20 февраля.
14. Черная Л. Театр истории и культуры «Жар-птица» // Студент. 1993. № № 16-17.
15. Анатолина З. Премьера «Строки любви» // Вечерняя Пермь. № 27 (7161). 1993. 16 февраля.
16. Культура — экологии // Луч. 1993. № 9.
17. Сидоров Н. Печальная песня Данилихи // Звезда. 2 апреля 1994
18. Алексеева Т. В гостях у театра «Жар-птица» // Вечерняя Пермь. 1994.
19. Воловинский В. «Беседы с российским ветром» // Вечерняя Пермь. 1994.
20. Семченко О. От древности до наших дней // Вечерняя Пермь. 1994. 11 апреля.
21. Гашева Н. Тень кружки // Юность. 1994. № 1.
22. Сомова Б. Рифей крупным планом // Луч. № 1. 1995. 6 января.
23. Курасевич И. Такой необычный урок // Краснокамская звезда. 1995. 11 февраля.
24. Куличкина Г. Чёрное покрывало летало по воздуху // Вечерняя Пермь. № 49. 1996. 6 апреля.
25. Подаруева С., Юдинцева О. В мир чистых родников // Очёрский край. 18 апреля 1995.
26. Фофанова Л. У нас есть шанс выжить // Заря. Газета Верещагинского района. 1995. 22 сентября.
27. Шадрин А. Гуманная красота // Парма. Народная газета Коми-Пермяцкого автономного округа. 3 ноября 1995.
28. Земскова Н. Место встречи — театр «Жар-птица» // Звезда. 24 ноября 1995.
29. Григорьев А. Поэзия до востребования // Губернские новости. 1995. № 12. 15 декабря.
30. Борисова В. «Это моё открытие» // Светлый путь. Большесосновская районная газета. 1995. 17 октября.
31. Анатольев А. Строкою чувствую природу // Новый день. Нытвенская районная газета. 1995. 30 мая.
32. Воловинский В. Последний вечер в гостях у «Жар-птицы» [Рецензия на цикл творческих программ театра «Жар-птица», прошедшем в Центральном выставочном зале г. Перми] // Вечерняя Пермь. 1995. 20 апреля.
33. «Глаза Рифея» (Интервью с директором театра «Жар-птица») // Шахтёр. Гремячинская районная газета. 1995. 19 октября.
34. Новопашина Н. Экспериментальная площадка (спектакль «Глаза Рифея» театра «Жар-птица» в Губахе) // Уральский шахтёр. 1995. 2 ноября.
35. Еловикова С. «Глаза Рифея» // Оханская сторона. 1996. 16 января.
36. Штраус О. Зелёная зона «Жар-птицы» // Звезда. 16 февраля 1996.
37. Запольских В. Н. (под псевдонимом «Кот Матроскин») Она выпускает Инь // Местное время. 29.03.1996. № 35 (483). С. 1.
38. Васильева Н. «Где пахнет яблоком закат» // Рецензия на поэтический сборник Б. Зиф «Я выпускаю птиц» // Звезда. Пермь. 23 апреля 1996.
39. Андреева Л. Жар-птица — снова у нас // Рассвет. Районная газета Бардымского района. 1996. 27 апреля.
40. Анатольев А. Сказ о Древе // Новый день. Нытвенская районная газета. 1996. 8 мая.
41. Ёжиков И. Г. Птицы и песни Бэлы Зиф // Пермские новости. 1996. 24 мая. Содерж.: О поэтессе Бэле Зиф и её новой книге «Я выпускаю птиц».
42. Семченко О. Моя сфера — экология души // Вечерняя Пермь. № 53. 1996. 14 мая.
43. Балаев Н. Ночной полёт чудесной птицы (о предпосылках поэзии Белы Зиф) // Пермский контекст: стихи, проза, авторы, карта литературной Перми. 1996.
44. Устюгова В. «Я выпускаю птиц» // Вечерняя Пермь. 1996. 7 октября.
45. Степанов С. Хотите ли уральских ананасов? // Боевой путь (газета Александровского района). 1996. 2 ноября.
46. Палкина Г. Тепло и свет «Жар-птицы» // Звезда. 1997. 30 мая.
47. Палкина Г. Живая вода общения // Пермские новости. 1997. 15 мая.
48. Козырева Н. Жизнь — река // Досье-02. 1997. 19 сентября.
49. Николаева О. Поэма о Камне // Очёрский край. 1997. 31 октября.
50. Шмелёва Е. Ваша удача увидеть «Жар-птицу» // Березниковский рабочий. 1997. 5 декабря.
51. Названы лауреаты (Конкурс на присвоение знака «Экология. Человек года») // Пермские новости. 1997. 5 марта. С. 2. Содерж.: Лауреатами признаны…. Зиф Бэла (Сандлер Берта Лазаревна) — дир. театра ист. культ. экологии «Жар-птица».
52. Кочурова Т. Такой необычный театр // Новое время. Газета Кизеловского района. 1998. 13 марта.
53. Соколова С. В гостях у Жар-птицы // Нытвенский день. 1998. 18 марта.
54. Пономарёва Т. Вертикаль «Жар-птицы» // Новое время. 19 марта 1998.
55. Симфония уральского камня. Выставка и программа научно-просветительской работы // Департамент культуры и искусства администрации Пермской области. Пермская государственная художественная галерея. Май 1999.
56. Желтышева Р. Споём у речки Иргины // Новая жизнь. Суксун. 1999. 22 июля.
57. Желтышева Р. В гостях — «Жар-птица» // Профсоюзный курьер. 1999. 28 ноября.
58. Владимирский В. Встреча с Цветаевой // Пермский вестник. 2000. 9 марта.
59. Седегов В. Фильм об Усолье // Березниковский рабочий. 2000. 12 ноября.
60. Ёжиков И. Г. Жар-птица Бэлы Зиф [О театре истории культуры и экологии « Жар-птица» Б. Зиф и о презентации её фильма «Усолье Строгановское»] // Луч. 2002. № 1.
61. Карнаухов И. Фильм «Усолье Строгановское» автора Б. Зиф … презентован в областной библиотеке им. Горького / И. Карнаухов // Пермские новости. 2002. 11-17 января. С. 2.
62. Дворянова О. Пермский «Невский» // Пермский обозреватель. 2002. 28 января (2). С. 12. Содерж.: Перм. писатели Горланова Н., Королёв А., Зиф Б. о Комсомольском проспекте в г. Перми.
63. Пасечник Л. Выставка Рерихов в Перми (об участии театра «Жар-птица» в программе выставки Рериха) // Местное время. 2002. № 5. 13-19 февраля.
64. Тудвасева С. Синтез-театр Бэлы Зиф // Родничок (газета Уинского района). № 75. 2002.
65. Ёлкина В. Экология: От Строгановых до наших дней // Рабочая жизнь. Газета Александровского машиностроительного завода. № 20. Апрель 2002.
66. Волшебный фонарь Бэлы Зиф // Луч. Сентябрь 2002.
67. Широков В. Против ветра // Литературная газета. 2003. № 7. 19-25 февраля.
68. Шихвинцева Н. Она творит: неженский ум и нежность (беседа с пермской писательницей Бэлой Зиф) /Б. Зиф, Н. Шихвинцева, зав. библ. Кунгурского краеведческого музея // Новый день: газета Кунгурского района. 2003. 10 апреля. № 14 (114).
69. Мегагероиня Бэлы Зиф // Пермский обозреватель. 26 мая 2003.
70. Под прессом несуществующего журнала // Новый компаньон. 2003. 10 июня.
71. Кизилова И. Пермь в ощущениях детства, юности и внутренней свободы // Личное дело. 07 октября 2003.
72. Ёжиков И. Г. Мир поэтессы Бэлы Зиф // Луч. 2005. № 2.
73. Попова Ю. Открылась выставка поэтессы и прозаика Бэлы Зиф // Пермский обозреватель. 01.04.2005.
74. Неугодова М. Бэла Зиф разбудила духа Перми // Пермские новости. 2005. 15 апреля.
75. Биккель Л. Провинция, которую мы потеряли // Деловое Прикамье. 2005. 17 мая.
76. Черныш М. «Я побегу в ту память» // Пермь Великая, 2005. 12-13 мая.
77. Кличникова Н. Воспитание красотой // Боевой путь. 17 июня 2004.
78. Сидякина А. А. Родная речь. Зиф Б. Л. Провинция: Повесть. Из воспоминаний // Личное дело. № 13 (94). 22 октября 2005.
79. Попова Ю. Открылась выставка поэтессы и прозаика Бэлы Зиф // Пермский обозреватель. 1 апреля 2005.
80. Беликов Ю. «Могу на слово сесть и покачаться…»: о необычном хобби поэтессы Бэлы Зиф // Трибуна. 2005. 11 марта.
81. Сидякина А. А. Возвращение следует // Новый компаньон. 1 марта 2005.
82. Встреча в арт-кафе «Сливки или пена?!» // Студенческая газета ПГСХА. № 3, март 2007.
83. Баталина Ю., Гриненко В. Пермский арт-коктейль: споры об искусстве // Новый компаньон. 31 января 2006.
84. Ёжиков И. Г. Театр по имени Бэла Зиф // Луч. 2007. № 2-3.
85. Жаворонкова Г. И. «Время водит хоровод» (Мариинская женская гимназия на литературной карте России / Г. И. Жаворонкова // Любовь моя, жизнь и работа, земля моя русская — Пермь!: материалы юбил. конф., посв. 285-летию г. Перми. Пермь, 2008. С. 35-45. Содерж.: о выдающихся женщинах, судьбы которых связаны с Мариинской женской гимназией: попечительнице гимназии Е. В. Дягилевой. выпускницах гимназии: Е. Ф. Трутневой, М. А. Генкель, Е. Тураевой, представительнице рода Бруштейн — Зиф пермской писательнице Бэле Зиф. В книге использованы отрывки из повести Б. Зиф. «Провинция».
86. Беликов Ю. Петушиная охота Бэлы Зиф // Звезда. 2008. 12 апреля (№ 51). С. 1, 3.
87. Крупнова К. «Пермистика» в ликах и лицах // Шпиль, 2008. июль-август. (№ 33). С. 36-38. Содерж.: О пермской поэтессе и прозаике Бэле Зиф.
88. Кизилова И. Волшебный фонарь Бэлы Зиф // Мы — земляки.  Пермь, 2009. Февраль (№ 1). С. 42-45.
89. Сидякина А. Опыт освоения городского пространства в Пермской художественно-мемуарной прозе и эссеистике 2000 гг. // Вестник Пермского университета. Серия «Российская и зарубежная филология». 2009. Вып. 4. С. 93-98.
90. Клоц А. Р. «Нянькаться будем?» Мемориальные образы советского детства 1930—1950 гг. // Диалог со временем, 2012. Вып. 38. С. 257—271.
91. Творческая встреча к юбилею Бэлы Зиф // ПГСХА. 02.12.2013.
92. Семёнова Л. Мой другой мир // Новая жизнь. Газета Суксунского района. 2012. 11 февраля. С. 5.
93. Волшебный фонарь. Выставка, посвященная 65-летнему юбилею пермской писательницы Бэлы (Берты) Лазаревны Зиф // Суксунский музей. 8 сентября 2013.
94. Оборина Е. Бела Зиф: «Я живу, как и жила» // НеСекретно. 2 октября 2013.
95. Ярушина Л. Бэла Зиф: «Я не хотела быть писательницей. Я просто писала…» // Новая жизнь. 19 октября 2013. № 166—168 (11741-11743). С. 5.
96. Ярушина Л. Секреты «Жар-птицы» от Бэлы Зиф. [К открытию юбилейной литературно-библиографической выставки и выставки художественной фотографии Бэлы Зиф в средней школе села Ключи Суксунского района] // Новая жизнь. 2013. 21 декабря.
97. Ярушина Л. С детьми говорить на равных. [О встрече Бэлы Зиф с воспитанниками летних оздоровительных площадок на базе Суксунской библиотеки] // Новая жизнь. 2014. 20 сентября (недоступная ссылка). С. 3.
98. Ярушина Л. Мир Марины Цветаевой // Новая жизнь. 2015. 24 января (недоступная ссылка). С. 5. Содерж.: Об открытии цикла творческих встреч «В гостях у Бэлы Зиф» на базе Суксунского РДК.
99. Богомолов В. А. Симфония Рифея // Мы — земляки . Сентябрь 2015. С. 76-77.
100. Роленгоф О. Пифия Рифея. Бэла Зиф. Страна Рифея // Вещь. 2015. № 2(12). С. 114—117.
101. Жаворонкова Г. И. Бэла Зиф. Жар-птица // Мариинка. Студенческая газета ПГСХА. 2016. № 1. Январь-февраль.
102. Путешествие в страну Рифея. Удивительные истории Бэлы Зиф // Пермская краевая детская библиотека им. Л. И. Кузьмина.
103. На филологическом факультете завершилась олимпиада «Юные таланты» по литературе // ПГНИУ. 06.04.2016.
104. Бэла Зиф была гостем клуба «Пермский краевед» 30 марта в библиотеке им. А. М. Горького // Клуб "Пермский краевед. Март 2016.
105. Жаворонкова Г. И. "Бэла Зиф. Жар-птица " // Маринка. Студенческая газета ГАТУ им Д. А. Прянишникова. № 1 янв-февр. 2016 (о выходе новой книги «Страна Рифея»).
106. Зиф, Бэла // Дубровин А. А. Писательские версты: Антология авторской прозы и публицистики: в 4 томах. Т.1 /А. А. Дубровин. — Пермь: Изд-во Богатырева П. Г., 2017. 342 с. С. 76.

### Упоминания о Б. Зиф
1. Абашев В., Мальцева Т., Фирсова А., Шестакова А. В поисках Юрятина (литературные прогулки по Перми) Пермь: Звезда, 2005. с. 124. (упоминается Б. Зиф и повесть «Провинция»).
2. Пустовалов А. В. Понятие и структура филологического гипертекста Пермского университета // Вестник Пермского университета. Российская и зарубежная филология. Пермь: изд-во Перм. ун-та, 2017. Том 9. Выпуск 1. (35). С. 144—151. С. 121.
3. Пустовалов А. В. «Пермский университет» в структуре филологического гипертекста // Филология в XXI веке. 2018. Выпуск 1 (1). С. 116—121.
4. Литературное кафе «Не хлебом единым» (к 100-летию ГАТУ) // ПГАТУ (информация о выступлении Б. Зиф, размещённая на сайте академии.
5. Зелёные символы Пермского края // Басеги. Государственный природный заповедник. 24 ноября 2016 года. (упоминание об участии Б. Зиф в мероприятии).

### Иные публикации
1. 24 сентября 1948 года родилась Бэла (Берта) Лазаревна Зиф… // Знаменательные и памятные даты (сентябрь). Архив города Перми.
2. 24 сентября 1948 года родилась Бэла (Берта) Лазаревна Зиф // Земля моя русская — Пермь. Календарь-справочник Перми на 2013 год. С. 298.
3. Бэла Зиф // Кинопедия.
4. Зиф Берта (Бэла), Пермь // Exponet.ru. Выставки России, СНГ и мира.
5. Зиф Бэла (Берта) Лазаревна // Пермская краевая детская библиотека им. Л. И. Кузьмина.
6. Зиф Бэла (Берта) Лазаревна // Краеведы и краеведческие организации Перми и Пермского края: Биобиблиографический справочник. Т. 2. Сост.: Т. И. Быстрых, А. В. Шилов. Пермь: Пушка, 2006. 448 с. С. 126.
7. Зиф Бэла (Берта) Лазаревна // Литературная карта Перми. Пермь: Пермский литературный центр, 2015. 116 с. С. 35.
8. Зиф Бэла (Берта) Лазаревна // Пермский контекст: стихи, проза, авторы, карта литературной Перми.
9. Зиф Бэла (Берта) Лазаревна // Пермь Литературная. Информационно-просветительский портал.
10. Сидякина А. Маргиналы. Челябинск: ООО "Издательский дом «Фонд Галерея», 2004. С. 17,173.
11. Сидякина А. Город людей: Пермь в художественной и мемуарной прозе нового века // Страницы прошлого: Избр. материалы краевед. Смышляевских чтений в Перми. Вып.5. Пермь, 2005. С. 65-75.
12. Сидякина А. А. Город людей: Пермь в художественной и мемуарной прозе нового века// Библиотека «Дом Пастернака». Опубликовано ранее в сборнике: «Страницы прошлого: Избр. Материалы краеведческих Смышляевских чтений в Перми». Вып. 5. Пермь, 2005. С. 65-75.

### Телесюжеты, видео, мультимедиа
- Бычина В. Творчество Бэлы Зиф.
- Выступление Бэлы Зиф в центральной городской библиотеке г. Лысьва, 1999.
- Презентация фильма «Усолье Строгановское». Библиотека им. Горького // Т7. 2001.
- Интервью с Бэлой Зиф // Программа «Знай наших!» (редакция С. Тупицина) // Т7, 2002.
- Интервью с Бэлой Зиф Ольги Роленгоф для передачи «Лики времени» // Т7, 2003 (литературный вечер «Семейный альбом в библиотеке им. Горького, прогулка по Разгуляю и пр.»).
- Мечта поэта. Интервью с Бэлой Зиф. Корр. А. Черноок // УралИнформ ТВ, 2003.
- Запрещенная писательница Бэла Зиф раскрывает секреты // ТВ Вести Пермь. 3 октября 2013. То же: Запрещенная до 1995 г. писательница Бэла Зиф издает «Секреты Жар-Птицы» // ТВ Вести Пермь. 4 октября 2013 .
- Интервью с Бэлой Зиф // ТНТ-Пермь. 2013.
- Юбилей Бэлы Зиф в библиотеке им. Горького. Т7. 2013.
- Юбилей Бэлы Зиф // Программа «Час пик». УралИнформТВ. 01.10.2013
- Канал Б. Зиф на YouTube.